# Hvězda

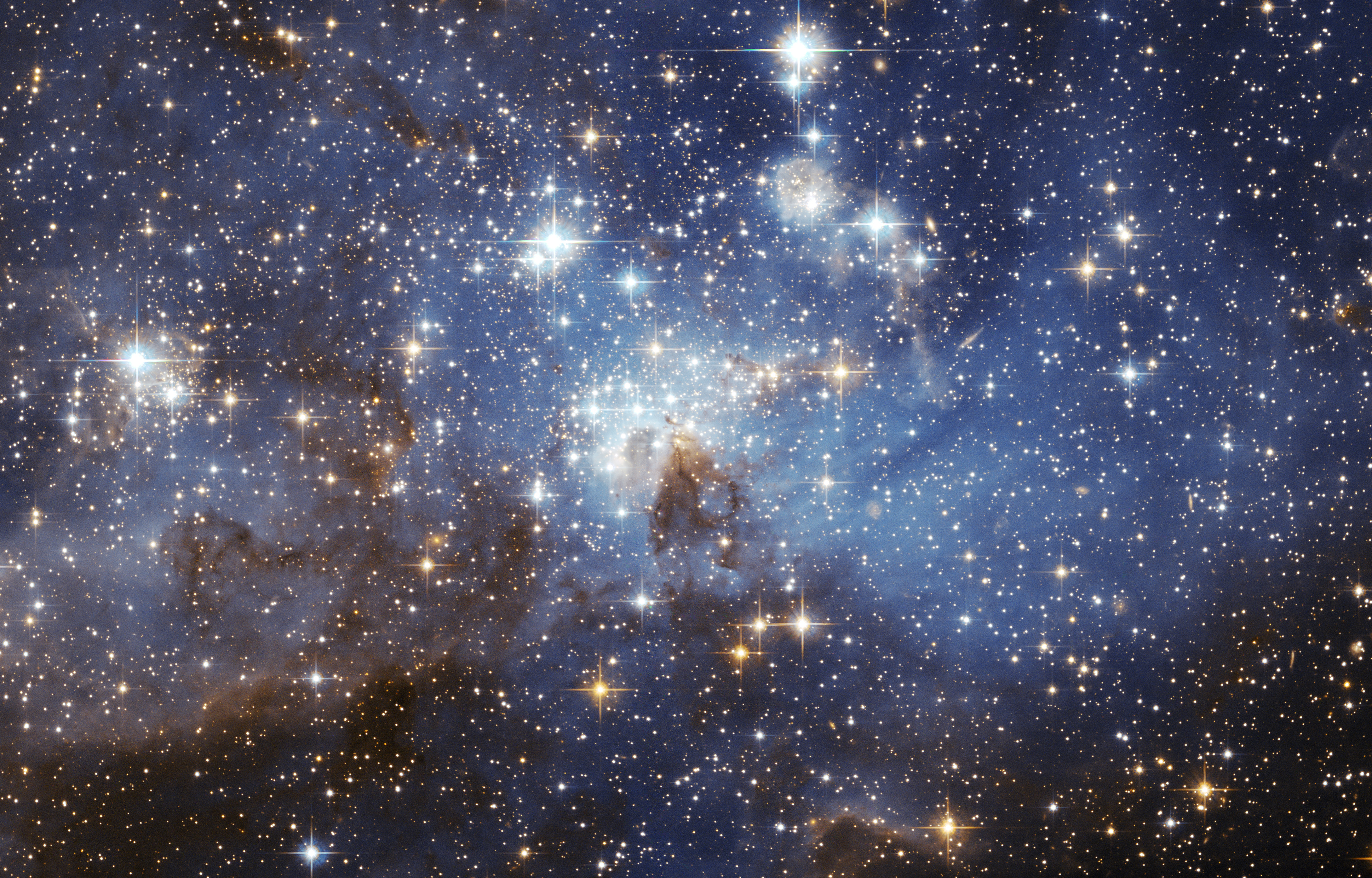
Oblast vzniku nových hvězd ve Velkém Magellanově mračnu (obr. NASA/ESA)

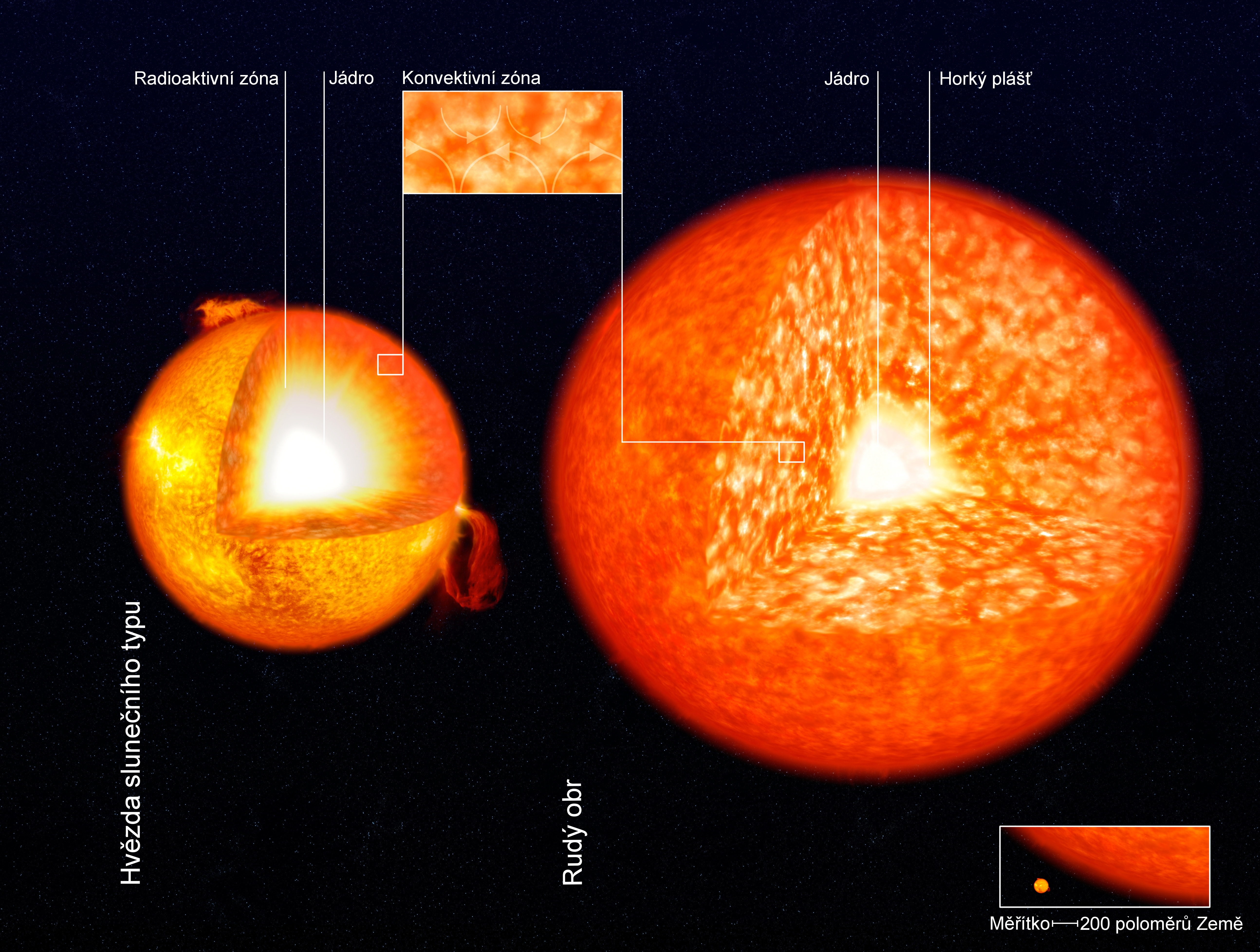
Průřez hvězdou typu rudého obra

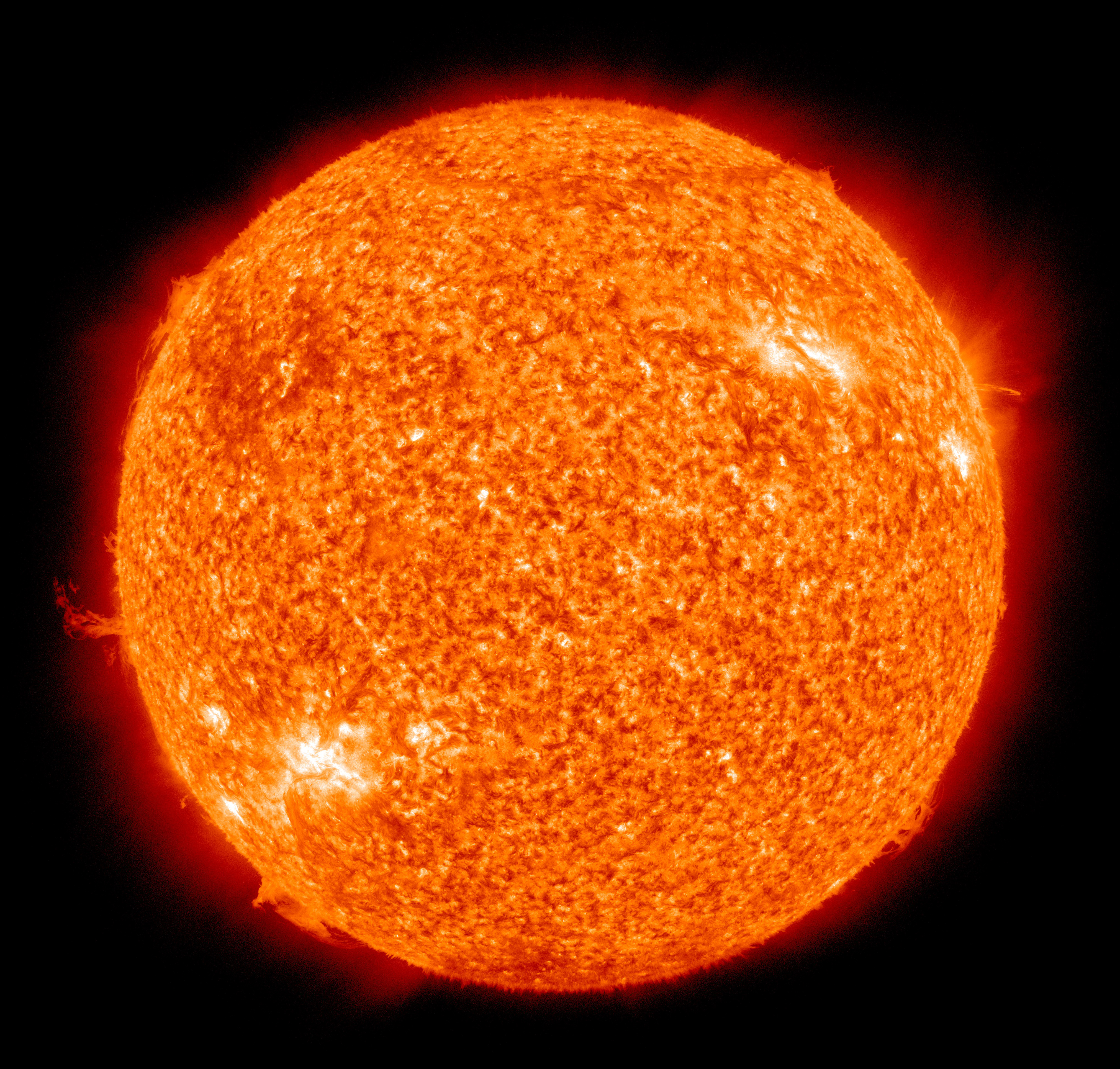
Vyobrazení Slunce, hvězdy hlavní posloupnosti typu G, v nepravých barvách

Hvězda nebo zastarale stálice je plazmové (plynné), přibližně kulovité těleso ve vesmíru, které má vlastní zdroj viditelného záření, drží ho pohromadě jeho vlastní gravitace a má hmotnost 0,08 až 300 hmotností Slunce. Ve hvězdách je soustředěna většina viditelné hmoty vesmíru. Nejbližší hvězdou k Zemi je Slunce, které je zdrojem většiny energie naší planety. Při vhodných atmosférických podmínkách jsou v noci ze Země viditelné i jiné hvězdy. Kvůli obrovským vzdálenostem vypadají jako množství nehybných, více či méně blikajících světelných bodů.
Pod pojmem hvězda se ve starém chápání myslel téměř každý objekt na noční obloze jako planeta, kometa atd. kromě Měsíce. V užším astronomickém významu jsou hvězdy kosmické kulovité objekty, které mají vlastní zdroj viditelného záření. Během velké části své existence, přeneseně zvané „život“, je zdrojem tohoto záření hvězd termonukleární fúze vodíku na helium v jádru hvězdy. Ta uvolňuje energii, která prochází vnitřkem hvězdy a je vyzářena do vnějšího prostoru. Poté, je-li hvězda, která vyčerpala zásoby vodíku, dostatečně hmotná, vznikají ve hvězdě chemické prvky těžší než helium. Před koncem života mohou hvězdy obsahovat degenerovanou hmotu. Astronomové zjišťují hmotnost, věk, metalicitu (chemické složení) a mnohé další vlastnosti pomocí pozorování pohybu hvězdy vesmírem, svítivosti a analýzou jejího záření. Graf porovnávající teplotu hvězd s jejich svítivostí, známý jako Hertzsprungův–Russellův diagram, umožňuje zjistit věk a stav vývoje hvězdy.
Hvězda začíná jako kolabující mrak materiálu složený hlavně z vodíku, hélia a stopových množství těžších prvků. Jakmile dosáhne jádro hvězdy dostatečné hustoty, vodík se začne termonukleární fúzí přeměňovat na helium a vyzařovat energii. Přenos energie směrem od jádra k povrchu hvězdy je kombinací procesů záření a konvekce. Takto vzniklý vnitřní tlak zabraňuje tomu, aby hvězda zkolabovala pod vlastní gravitací. Hvězdy s hmotností větší než 0,4 hmotnosti Slunce po vyčerpání vodíku v jádře expandují a stávají se červeným obrem. V některých případech vznikají fúzí těžší prvky. Pak se hvězda vyvine do degenerovaného stavu, kdy je část její hmoty rozptýlena do prostoru jako mezihvězdná hmota, z níž později vznikne nová generace hvězd s vyšším podílem těžších prvků. Jádro hvězdy se změní, v závislosti na její původní hmotnosti, na bílého trpaslíka, neutronovou hvězdu nebo černou díru.
Systémy, které se skládají ze dvou či více gravitačně svázaných hvězd, jsou označovány jako dvounásobné, respektive vícenásobné. Pokud obíhají příliš blízko sebe, jejich vzájemné gravitační působení může výrazně ovlivnit jejich vývoj. Hvězdy tvoří část mnohem větších gravitačních struktur jako jsou hvězdokupy nebo galaxie.
Hvězdy se na noční obloze vůči sobě navzájem zdánlivě nepohybují, proto se v minulosti nazývaly stálice na rozdíl od bludic (planet). Ve skutečnosti se ve vesmíru pohybují obrovskou rychlostí až několik set kilometrů za sekundu, ale vzhledem k jejich obrovské vzdálenosti se pouhým okem pozorovatelné změny v polohách hvězd projeví až po staletích či dokonce tisíciletích. Na obloze hvězdy utvářejí (někdy velmi) výrazné konfigurace, které v důsledku této zdánlivé nehybnosti přetrvávají „beze změny" po mnoho lidských generací. Starověcí astronomové sdružili takové hvězdy do obrazců tvořících základy souhvězdí a asterismů. Astronomové také pojmenovali nejjasnější hvězdy a vytvořili rozsáhlé katalogy hvězd.
Hvězdy patří mezi nejpočetnější a nejsnáze, i bez optických přístrojů pozorovatelné vesmírné objekty. Většinu ostatních těles ve vesmíru vidíme jen proto, že odrážejí světlo hvězd (např. planety), nebo jsou buzeny ke svému záření zářením hvězd (např. emisní mlhoviny). Hvězdy jsou nejspíše v naprosté většině centry planetárních soustav.
Odvětví astronomie zabývající se hvězdami se nazývá stelární astronomie.

## Používané jednotky měření
I když se fyzikální vlastnosti hvězd dají vyjádřit v jednotkách SI nebo CGS, mnohem častěji se při udávání hmotnosti, svítivosti a poloměru používají solární jednotky, založené na vlastnostech k Zemi nejbližší hvězdy – Slunce, které je od Země vzdáleno přibližně 150 milionů km. Takové jednotky se označují značkou veličiny s astronomickým symbolem Slunce nebo velkým S v dolním indexu, například M⊙ nebo MS pro hmotnost Slunce.
- Nejdůležitějším parametrem je hmotnost (značka M, jednotka kg). Hmotnostní rozmezí hvězd je od 0,08 M⊙ do cca 150 M⊙. Podle tohoto parametru lze mimo jiné zjistit délku života hvězdy. Viz Seznam nejtěžších hvězd. Hmotnost Slunce: M⊙ = 1,9891×1030 kg.[6]
- Hvězdná velikost, též relativní hvězdná velikost či magnituda (značka mag či m) – Vyjadřuje jasnost na obloze (tedy nikoli velikost v pravém slova smyslu). Viz seznam nejjasnějších hvězd.
- Absolutní hvězdná velikost, též absolutní magnituda (značka M) – Není závislá na vzdálenosti od Země (na rozdíl od relativní magnitudy). Je to magnituda pozorovatelná 10 pc od hvězdy.
- Zářivý výkon, někdy nesprávně „svítivost“ (značka L, jednotka W), obvykle v jednotkách L⊙ = 3,827×1026 W;[6] viz Seznam nejzářivějších hvězd.
- Povrchová teplota (značka T, jednotka K). Na ní závisí dominantní barva vyzařovaného světla, a tedy spektrální klasifikace hvězdy.
- Vzdálenost (značka většinou r, jednotka ly nebo pc). Někdy se uvádí místo vzdálenosti roční paralaxa (značka π, jednotka 1" – úhlová vteřina). Jelikož vzdálenosti ostatních hvězd od Země jsou obrovské, není praktické vyjadřovat je v kilometrech. Často se vzdálenosti uvádějí prostřednictvím času, za který přiletí světlo z hvězd na Zemi. Vzdálenost Slunce od Země tak lze vyjádřit jako asi 8,3 světelných minut. Druhou nejbližší hvězdou je Proxima Centauri, vzdálená 4,3 světelných let. Jinou používanou jednotkou pro určení vzdálenosti hvězd je tzv. parsek, což je vzdálenost odpovídající paralaxe 1" (asi 3,26 světelného roku). Vzdálenost jednotlivých hvězd od sebe v pozorovatelném vesmíru je různá. Může být od vzájemného dotyku až po miliardy světelných let.
- Poloměr (značka r, jednotka km). Poloměr Slunce: R⊙ = 6,960×105 km.[7]

## Vlastnosti
Hvězdy mají různé fyzikální vlastnosti, které se v určitých hranicích liší.

### Záření
Energii, kterou hvězdy produkují jako následek jaderné fúze, vyzařují do vesmíru buď jako elektromagnetické záření nebo v podobě částic. Tyto vyzářené částice tvoří hvězdný vítr, který proudí z vnějších vrstev v podobě volných protonů a elektricky nabitých alfa a beta částic. V jádru hvězdy vzniká i stálý proud neutrin.

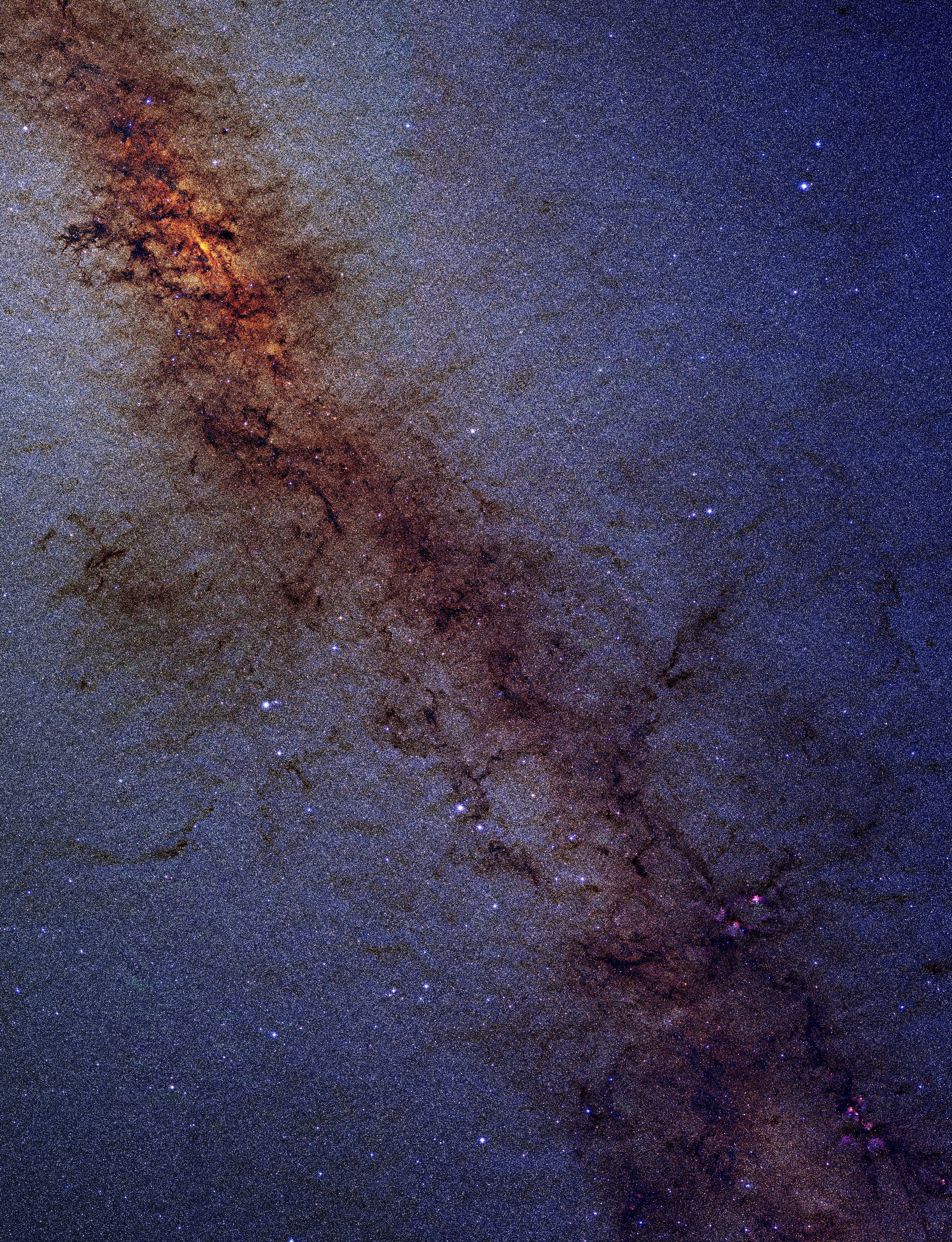
Hvězdy v galaxii Mléčná dráha

Barva hvězdy je dána tou frekvencí viditelného světla, kterou hvězda vyzařuje nejintenzivněji. Tato frekvence závisí na teplotě vnějších vrstev hvězdy. Kromě viditelného světla vyzařují hvězdy i jiné formy elektromagnetického záření, které jsou pro lidské oko neviditelné. Elektromagnetické záření hvězd pokrývá celé elektromagnetické spektrum, od nejdelších vlnových délek rádiových vln, přes infračervené záření, viditelné světlo, ultrafialové záření, po nejkratší rentgenové a gama záření. Tyto frekvence umožňují poznávat fyziku hvězd.
Astronomové dokážou pomocí spektra hvězdy určit její povrchovou teplotu, metalicitu a rychlost rotace. Pokud je známa vzdálenost hvězdy, tak se dá určit i svítivost a na základě hvězdných modelů lze odhadnout hmotnost, poloměr, povrchovou gravitaci a dobu rotace. Zakřivení okolí hvězdy její gravitací se využívá k určení hmotnosti samostatných hvězd. Na základě těchto parametrů je možné odhadnout i věk hvězdy.
Svítivost hvězdy představuje množství vyzářené energie za jednotku času. Závisí na její povrchové teplotě a poloměru. Udává se v jednotkách výkonu. Hvězdy většinou nevyzařují energii rovnoměrně celým povrchem. Např. rychle rotující hvězda Vega má větší energetický tok na pólech než podél rovníku.
Oblasti povrchu s teplotou a svítivostí nižší než průměrné hodnoty hvězdy jsou známé jako hvězdné skvrny. Obecně mají malé hvězdy jako Slunce na disku jen nevýrazné hvězdné skvrny. Větší, obří hvězdy, mají výraznější skvrny a také je na nich pozorovatelné výrazné okrajové ztemnění, tzn. jejich jas klesá směrem k okrajům hvězdného disku.

### Chemické složení
Do objevu spektroskopie v 19. století se nevědělo, z čeho se hvězdy skládají. Gustavu Robertu Kirchhoffovi se v druhé polovině 19. století podařilo dokázat, že jistá tmavá čára ve slunečním spektru je způsobena rozžhaveným sodíkem. Byla to první indicie objevu, že hvězdy se skládají ze stejných chemických prvků, jako tělesa na Zemi. Jelikož však zároveň vše napovídalo tomu, že hvězdy jsou velmi horké, tyto prvky se vyskytují většinou volně a tudíž nejsou vázány v četných chemických sloučeninách, jak to známe na Zemi. Jen nejchladnější hvězdy mají na svém povrchu některé jednoduché chemické sloučeniny, například TiO, CH a CN (na Slunci např. OH, MgH, SiH). V důsledku vysoké teploty je mnoho atomů také ionizovaných. Směs volných elektricky nabitých částic (iontů) a neutrálních částic se nazývá plazma.
V jádrech hvězd, kde je teplota nejvyšší a dosahuje minimálně 7 milionů stupňů, je existence jakékoliv chemické sloučeniny nemožná. Hmota hvězd v oblasti jádra je ve stavu atomových jader a volných leptonů. Některá závěrečná stadia hvězd nejsou složena z plazmatu, ale z tzv. degenerovaného plynu.
Jednotlivé prvky se ve spektru hvězdy projevují jako čáry. Podle jejich měření je ve všech plazmových hvězdách vznikajících v naší Galaxii nejzastoupenějším chemickým prvkem vodík (71 %). Po něm následuje helium (27 %). Ostatní prvky tvoří oproti vodíku a héliu jen nepatrnou příměs, jejíž množství není u všech hvězd stejné. Podíl těžkých prvků se zjišťuje prostřednictvím obsahu železa v hvězdné atmosféře, protože železo je běžný prvek a jeho absorpční (tmavé) čáry se měří relativně snadno. Jelikož molekulární mračna, z nichž vznikají hvězdy, se postupně obohacují o těžší prvky z výbuchů supernov, můžeme chemické složení použít i na odvození věku hvězdy a toho, jakou generaci hvězd od vzniku vesmíru hvězda představuje. Starší hvězdy mají menší zastoupení těžších chemických prvků než mladší. Podíl těžkých prvků může také naznačovat, že hvězda má planetární systém. Chemické složení hvězd se časem mění v důsledku termonukleárních reakcí, které mění prvky na jiné prvky.
HE 1327-2326 je hvězdou s nejnižším odměřeným obsahem železa. Obsahuje pouze 1/200 000 železa, které se nachází ve Slunci. Naopak μ Leonis obsahuje téměř dvojnásobek železa ve srovnání se Sluncem a hvězda 14 Herculis s planetárním systémem ho obsahuje až trojnásobek. Existují i hvězdy se zvláštním chemickým složením, které vykazují vyšší množství některých prvků, zejména chromu a přechodných kovů.

### Hmotnost
Nejvýznamnější charakteristikou hvězd je jejich hmotnost, která určuje vnitřní strukturu a vývoj. Střední hodnotou hmotnosti hvězd je polovina hmotnosti Slunce. Předpokládá se, že v mladším vesmíru vznikaly hmotnější hvězdy, než pozorujeme dnes. Současné hmotnosti pozorovaných hvězd se řídí tzv. Bethe-Salpeterovou rovnicí pojmenovanou po astrofyzikovi Edwinu Salpeterovi, který ji zformuloval. Rovnice říká, že hvězdy s nízkou hmotností jsou mnohem početnější, než hvězdy s vysokou hmotností. Ty s nízkou hmotností se totiž za současných podmínek v galaxiích snadněji formují a jejich život je oproti hmotnějším hvězdám také delší, protože termojaderné reakce v nich probíhají méně intenzivně a jaderné palivo jim tedy déle vydrží.
Určit hmotnost hvězdy, pokud ta není složkou hvězdné soustavy, je náročné. Jednou z metod je analýza jejího spektra, další měření svítivosti, která je přímo závislá na hmotnosti hvězdy. V případě dvojhvězdy astronomové určí její hmotnost pozorováním vzájemného oběhu složek pomocí Keplerových a Newtonových zákonů.

### Hraniční hmotnost
Množství hmoty tvořící hvězdy je fyzikálními zákony omezené. Při nízké metalicitě mají nejmenší hvězdy asi 8,3 % hmotnosti Slunce, což je zhruba 87násobek hmotnosti nejhmotnější planety sluneční soustavy – Jupitera. Teoretické minimum hmotnosti hvězdy se stejnou metalicitou, jakou má Slunce, je 75násobek hmotnosti Jupiteru. Tělesa s menší hmotností než tento limit se hvězdami nestanou, protože teplota a tlak v jejich jádru jsou příliš nízké na zapálení fúzních reakcí. Pokud se tomuto limitu zdola přibližují, nazývají se hnědí trpaslíci. Nejmenší známá hvězda, která ještě spaluje v jádru vodík, je AB Doradus C s hmotností 93násobku hmotnosti Jupitera.

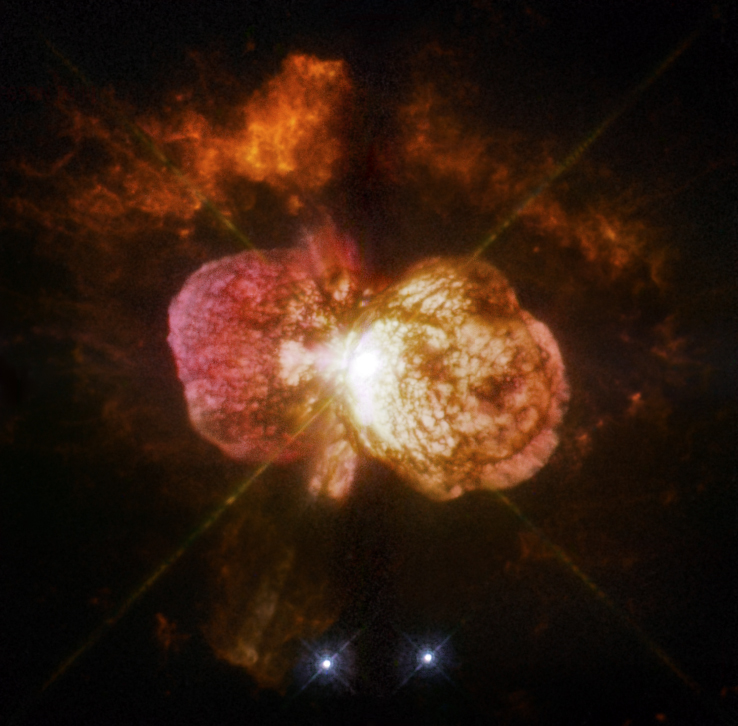
Eta Carinae, jedna z nejhmotnějších a nejzářivějších známých hvězd

Na horním hmotnostním limitu se však teoretici neumějí sjednotit. Většina odhadů se pohybuje okolo 100–120 hmotností Slunce, protože se předpokládá, že větší hvězdu by silný tlak záření v jejím nitru roztrhal dříve, než by dosáhla hlavní posloupnosti (viz níže). Tomuto odpovídají i pozorování – pokud je někdy pozorována „hvězda“ s větší hmotností, podrobnější rozbor ukázal, že jde minimálně o dvojhvězdu nebo hvězdokupu. Jiné odhady horního limitu hovoří o 130–170 hmotnostech Slunce. Ze zkoumání hvězdokupy Arches vyplývá, že 150násobek hmotnosti Slunce představuje v současné éře vesmíru horní hranici hmotnosti hvězd při jejich vzniku z mlhoviny. Někteří stelárníci však nevylučují ani hvězdu, která by mohla být 1000krát hmotnější než Slunce. Nejhmotnější hvězdy jsou veleobři spektrálních typů O2 a O3. Příkladem extrémně hmotné hvězdy je hvězda Eta Carinae. Eta Carinae váží 100–150krát více než Slunce a délka jejího života je jen několik milionů let. Hvězda R136a1 ve hvězdokupě RMC 136a (modrý veleobr a nejtěžší známá hvězda ve vesmíru) však váží podle měření 265krát více než Slunce. Hvězdy těžší než 150násobek hmotnosti Slunce vznikají podle studie kolizemi a splynutím těžkých hvězd v těsném systému dvou hvězd, z nichž každá měla méně než 150 hmotností Slunce. První hvězdy, které vznikly po Velkém třesku, však mohly mít podle výpočtů více než 300 hmotností Slunce.

### Hustota
Průměrná hustota hmoty ve hvězdách se pohybuje od 1/10 000 000 (červení nadobři) až do 1 000 000 gramů (jedné tuny) na cm³ (bílý trpaslík). Objekty jako neutronové hvězdy a kvarkové hvězdy jsou ještě podstatně hmotnější. Jejich hustota hmoty dosahuje až 100 milionů tun na cm³. Teplota a hustota plynů směrem do nitra hvězdy rychle narůstá.

### Velikost

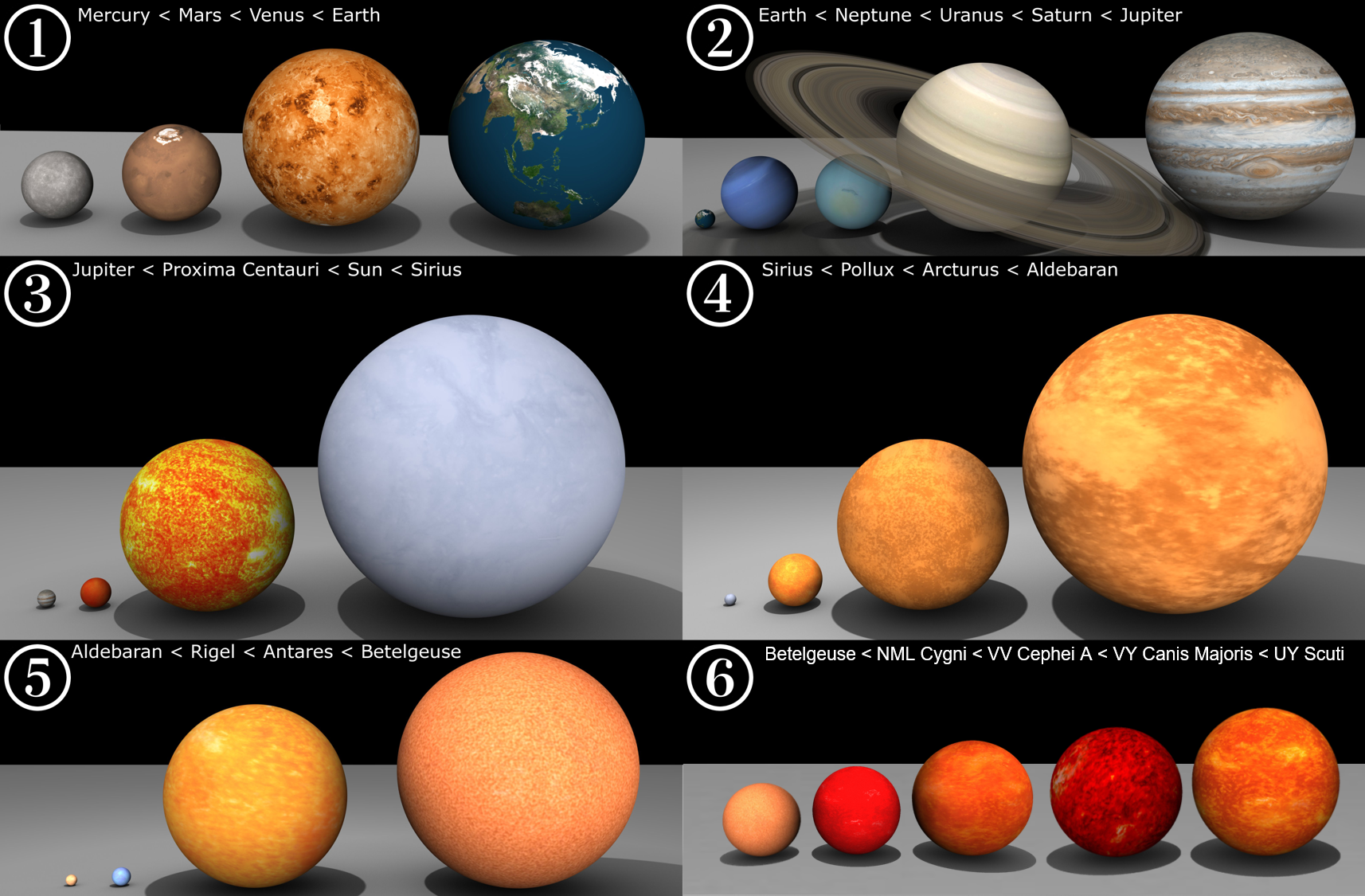
Tento obrázek porovnává velikosti planet a hvězd. Vlevo v každém poli obrázku se nachází největší planeta/hvězda z předchozího pole obrázku. Země je zcela vpravo na obrázku číslo 1 a Slunce je třetí zleva na obrázku číslo 3.

Kromě Slunce jsou všechny hvězdy na obloze kvůli obrovským vzdálenostem viditelné jen jako mihotavé světelné body. Slunce je také hvězda, ale je dostatečně blízko na to, abychom ji viděli jako disk. Hvězdou s největší zdánlivou velikostí po Slunci je R Doradus s úhlovým průměrem pouhých 0,057 úhlové vteřiny.
Disky většiny hvězd jsou velmi malé na to, aby se daly přímo pozorovat dnešními pozemskými teleskopy. Pro tvorbu obrázků se používají interferometry. Jinou technikou měření úhlové velikosti je tzv. zákryt, kdy lze úhlovou velikost vypočítat z přesných měření změny jasu hvězdy při zákrytu Měsícem či jiným tělesem.
Rozsah velikostí hvězd je obrovský. Kolísá v rozhraní od velikosti 20–45 km u neutronových hvězd až do velikosti stonásobku průměru Slunce u nadobrů (například Betelgeuze v souhvězdí Orionu, jež má průměr 650krát větší než je průměr Slunce, tedy asi 900 000 000 km). Poloměry hvězd mohou být až 3000krát větší, než je poloměr Slunce. Obecně platí, že se vzrůstajícím průměrem hvězdy klesá její hustota.

### Věk
Věk většiny hvězd je mezi 1–10 miliardami let. Nejstarší objevenou hvězdou je HE 1523-0901, jejíž stáří se odhaduje na 13,2 miliardy let.
Čím je hvězda těžší, tím má kratší životnost, protože v jádrech těžkých hvězd je větší tlak, což způsobuje rychlejší spalování vodíku. Nejtěžší hvězdy žijí v průměru jen pár milionů let, zatímco nejlehčí spalují své palivo pomaličku a vydrží jim na desítky až stovky miliard let.

### Proměnnost
Žádná hvězda nezáří od svého vzniku až po zánik konstantně. Ty hvězdy, které však mění svou jasnost rychle (řádově během hodin až desetiletí) nebo o výrazné hodnoty se označují jako proměnné. Příčina proměnnosti je u různých hvězd různá. Je to způsobeno buď tím, že je zakrývá temnější objekt (zákrytové hvězdy) nebo má proměnlivost fyzikální příčinu od samotné hvězdy, např. pulsující hvězdy mění svůj průměr v určitém rozpětí a časovém úseku. Eruptivní proměnné hvězdy procházejí náhlým nárůstem svítivosti následkem erupcí a výronů hmoty. Do této skupiny patří např. protohvězdy nebo Wolfovy–Rayetovy hvězdy. Kataklyzmatické (explozivní) proměnné hvězdy procházejí dramatickými změnami svých vlastností. Tato skupina obsahuje novy a supernovy. Expandující hvězdy mění svůj průměr náhle obrovskými výbuchy (supernovy při výbuších zvýší svou jasnost až 100milionkrát). Většina změn jasností však nebývá tak dramatická, mnohé změny jsou pouhým okem nezachytitelné. Hvězdy mají větší sklony k fyzikálním změnám jasnosti na začátku (hvězdy typu T Tauri) a na konci (Cefeida, Miridy, supernovy...) svého vývoje. Některé hvězdy zase mírně mění svou jasnost kvůli extrémním skvrnám na svých površích.

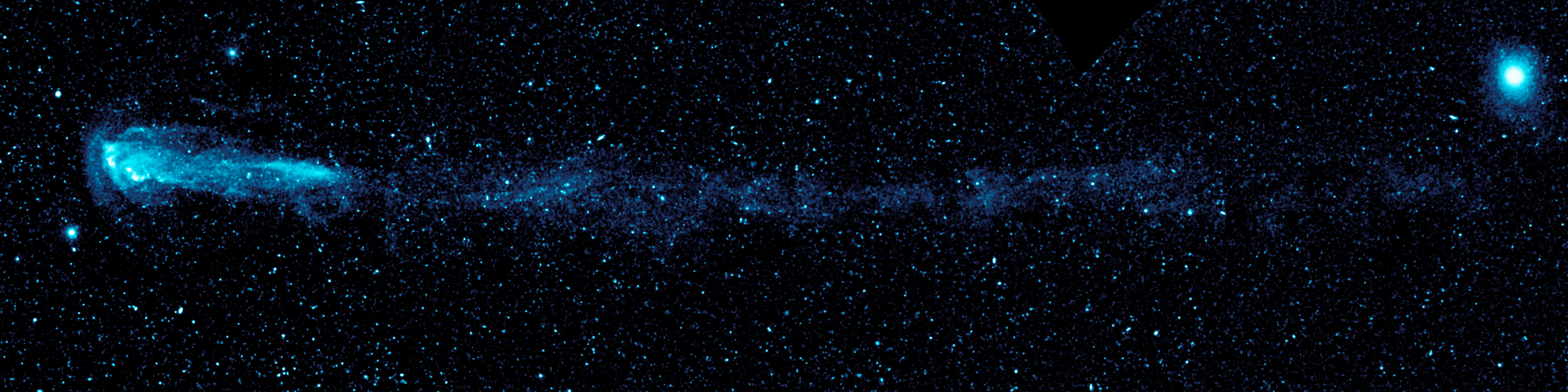
Mira Ceti, proměnná hvězda v souhvězdí Velryby s dlouhým ocasem materiálu, který uvolňuje

### Rotace
Rotace hvězdy se dá zjistit pomocí spektroskopických měření nebo přesněji sledováním rotace hvězdných skvrn. Mladé hvězdy rotují rychleji, někdy je rychlost rotace na rovníku vyšší než 100 km / s. V těchto případech odstředivá síla na rovníku silně vydouvá hmotu hvězdy. Rotační rychlost hvězdy typu B, Achernar, je 225 km / s, proto je její rovníkový poloměr o 50 % větší než polární poloměr. Takové hodnoty rychlosti rotace jsou těsně pod hranicí 300 km / s, za kterou by se hvězda rozpadla. Slunce se otočí kolem své osy rychlostí 1,994 km / s jednou za 25–35 dní. Magnetické pole a hvězdný vítr způsobují významné zpomalení rotace hvězd během jejich vývoje na hlavní posloupnosti.
Degenerované hvězdy se vyvinuly do stavu kompaktní hmotnosti, což má za následek vysoké rotační rychlosti. Tyto rychlosti jsou však nízké v porovnání s rychlostmi předpokládanými podle zachování momentu hybnosti – tendence rotujícího tělesa vyrovnávat zmenšení velikosti zrychlením rotace. Velká část momentu hybnosti hvězdy se ztratí následkem ztráty hmotnosti prostřednictvím hvězdného větru. Přesto pulsary dosahují vysoké rychlosti rotace, například, v případě Krabího pulsaru, 30 otáček za sekundu.

### Teplota
Povrchová teplota hvězd hlavní posloupnosti závisí na rychlosti produkce energie v jádře a jeho okolí. Obvykle je dána efektivní teplotou, což představuje teplotu ideálního černého tělesa, které vyzařuje energii se stejnou svítivostí povrchu jako hvězda. Efektivní teplota není reprezentativní hodnota, protože teplota se směrem do jádra zvyšuje. Teplota v jádře hvězdy je několik milionů kelvinů.
Teplota hvězdy ovlivňuje proces ionizace rozličných prvků, výsledkem toho jsou charakteristické absorpční čáry ve spektru. Povrchová teplota hvězdy, absolutní magnituda a absorpční vlastnosti se používají pro klasifikaci hvězd.
Velké hvězdy hlavní posloupnosti dosahují povrchové teploty 50 000 K. Menší hvězdy jako Slunce mají povrchové teploty několik tisíc K. Nejnižší teploty, okolo 3 600 K(3326.85 °C), dosahují červení obři, ale díky svému obrovskému povrchu mají vysokou svítivost.

### Magnetické pole

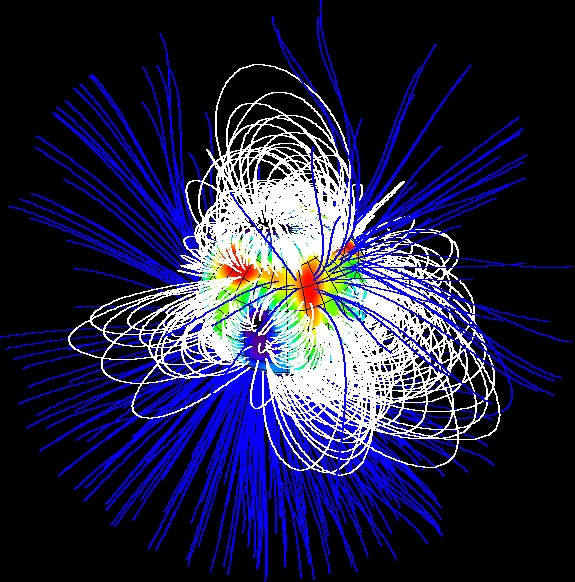
Povrchové magnetické pole hvězdy SU Aurigae (mladá hvězda typu T Tauri)

Magnetické pole hvězdy vzniká uvnitř hvězdy, v oblastech, v nichž probíhá konvekční cirkulace. Tento pohyb horkého, vodivého plazmatu funguje jako dynamo, generuje magnetické pole přesahující hvězdu. Síla magnetického pole se mění s hmotností a složením hvězdy. Množství magnetické aktivity na povrchu závisí na rychlosti rotace hvězdy. Tato povrchová aktivita vytváří hvězdné skvrny. Hvězdné skvrny jsou oblasti se silným magnetickým polem a teplotou nižší než normální povrchová teplota. Koronální smyčky jsou vypouklá magnetická pole vycházející z aktivních oblastí – míst s výraznými jevy na povrchu hvězdy – do vysoké hvězdné atmosféry, koróny. Erupce jsou výtrysky vysoce energetických částic vyzářených toutéž magnetickou aktivitou.
Mladé, rychle rotující hvězdy, mají obvykle vyšší úroveň povrchové aktivity. Magnetické pole může působit na hvězdný vítr a postupně zpomalit rotaci hvězdy. Proto starší hvězdy, jako např. Slunce, rotují mnohem pomaleji a mají nízkou povrchovou aktivitu. Úroveň aktivity starších hvězd se obvykle cyklicky mění a na určité období může zcela ustát.

### Vnitřní stavba hvězdy

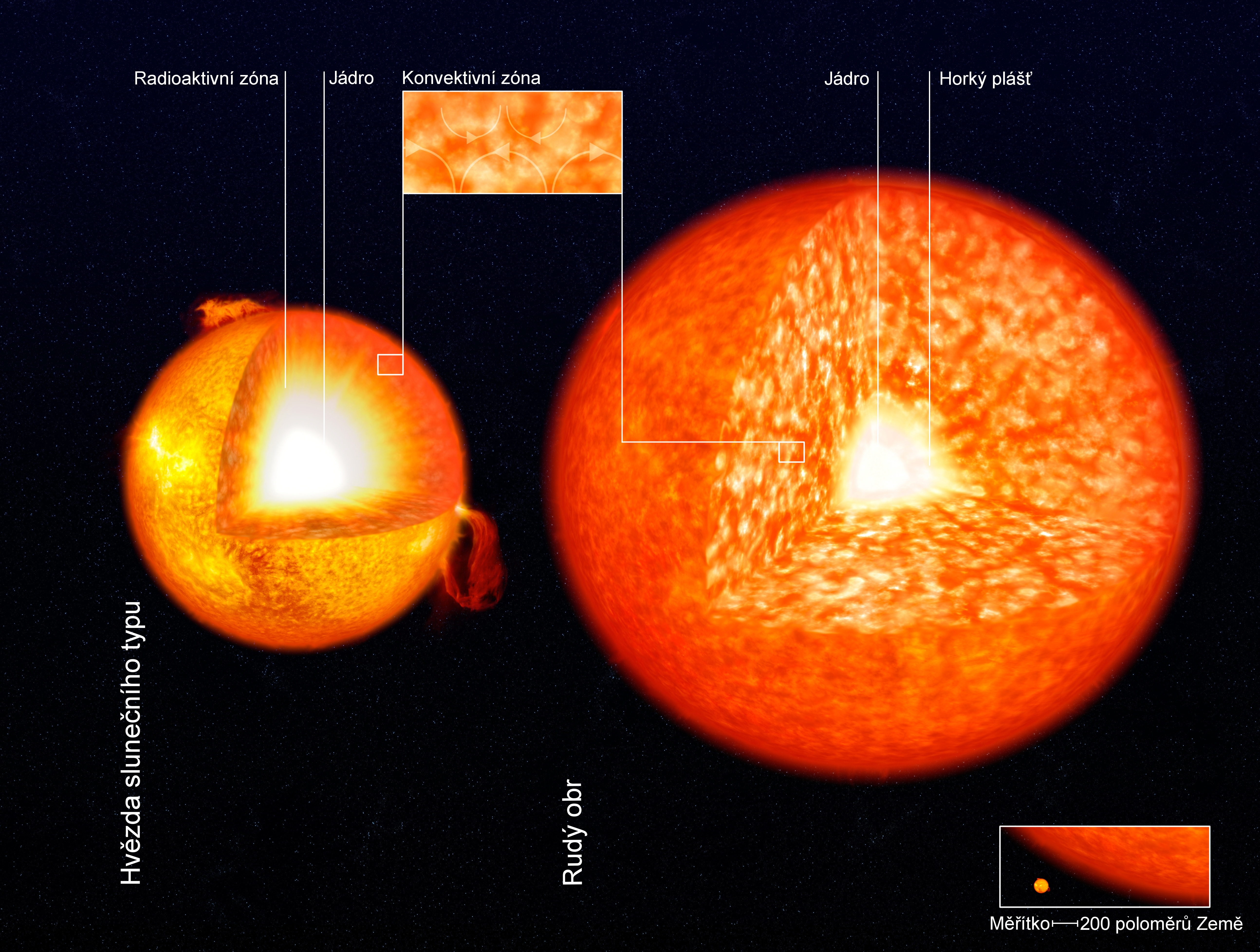
Porovnání vnitřní stavby u hvězdy slunečního typu (vlevo) s červeným obrem (vpravo)

Vnitřek stabilní hvězdy je ve stavu hydrostatické rovnováhy: síly působící na vybraný malý objem se téměř přesně vyrovnávají. Mezi tyto síly patří gravitační síla, která neustále stlačuje hvězdu, a tlak způsobený vznikající energií následkem fúze, který působí směrem ven. Tlakový gradient je dán teplotním gradientem plazmatu: vnější části hvězdy jsou chladnější než jádro. Teplota jádra hvězdy hlavní posloupnosti nebo obrů je min. 107 K. Výsledná teplota a tlak v jádru hvězdy hlavní posloupnosti spalující vodík jsou dostatečné k udržení jaderné fúze a produkují dostatek energie k tomu, aby zabránily dalšímu kolapsu hvězdy.
Hvězdy hlavní posloupnosti mají ve svém nitru velmi podobnou stavbu. Rozdíly jsou pouze v teplotách, na kterých závisí i to, jaký typ jaderné reakce v hvězdě probíhá. Vrstvy hvězdy směrem zevnitř ven jsou:
- Jádro – nejžhavější a nejhustší část hvězdy. Jádra jsou zdroje energie hvězd, která se různými způsoby přenáší na povrch hvězd a odtud do okolního prostředí. Následkem jaderné fúze v jádru se uvolňuje energie ve formě gama záření. Tyto fotony interagují s okolním plazmatem a tak zvyšují tepelnou energii jádra. Hvězdy hlavní posloupnosti spalují vodík na helium a pomalu zvyšují podíl hélia v jádře. Kromě hydrostatické rovnováhy dosáhne jádro stabilní hvězdy i energetické rovnováhy – tepelné rovnováhy.
- Vrstva v zářivé rovnováze – velmi silná vrstva plazmatu, která obklopuje jádro. Nazývá se také radiační zóna. Je to oblast uvnitř hvězdy, ve které je záření dostatečně efektivní k udržení toku energie. Fotony elektromagnetického záření, které vznikly v jádře, procházejí touto vrstvou velmi pomalu a jejich vlnová délka klesá. Kvůli velké hustotě prostředí je foton neustále pohlcován a vyzařován okolní hmotou.
- Konvektivní zóna – ještě chladnější vrstva hvězdy, v níž se energie přenáší prouděním. Vrcholky sestupných a vzestupných proudů můžeme vidět na povrchu hvězdy jako útvary zvané granule.
- Fotosféra – viditelný (ne však pevný) povrch hvězdy. V této vrstvě se plazma stává průhledné pro fotony. Energie vygenerovaná v jádru se odsud může volně šířit do okolního vesmíru. Je to nejchladnější část hvězdy, při velmi chladných hvězdách nebo v oblasti hvězdných skvrn (slunečních skvrn) se tam dokonce udrží chemické sloučeniny. Nad fotosférou se nachází hvězdná atmosféra.
- Chromosféra – spodní část atmosféry hvězdy. Teplota v chromosféře opět začíná stoupat.
- Koróna – nejsvrchnější, nejžhavější a nejméně hustá vnější atmosféra hvězdy, která se postupně rozplývá do mezihvězdného prostoru.

Až do fotosféry teplota hvězdy směrem od jádra k povrchu klesá. V dalších vrstvách opět stoupá. Příčiny tohoto jevu nejsou dosud plně objasněny.

## Vznik energie

Schéma proton-protonového cyklu

Schéma CNO cyklu

Na to aby se těleso dalo charakterizovat jako hvězda, musí v jeho nitru probíhat termojaderné reakce nebo muselo fází fúzních reakcí projít v minulosti. Termojaderná reakce je reakce, při níž se jádra atomů lehkých prvků sloučí za vzniku těžšího prvku. Jelikož jádra atomů jsou kladně nabitá a navzájem se silně odpuzují, ke spuštění termojaderné reakce je potřebná velmi vysoká teplota a tlak, které tyto odpudivé síly překonají.
U velké většiny hvězd (tzv. hlavní posloupnosti) vstupují do reakce jádra nejlehčího chemického prvku vodíku a výsledným produktem je helium. Přeměna lehkého vodíku na helium může probíhat dvěma odlišnými způsoby a to proton-protonovým cyklem nebo uhlík-dusík-kyslíkovým cyklem (nazývaným také CNO cyklus podle chemických značek prvků, které se ho účastní). Na to, který z těchto cyklů v jádru hvězdy převládá, má vliv hlavně teplota v jádře. Do 16 milionů kelvinů je dominantní proton-protonový cyklus, nad touto hranicí převládá CNO cyklus. Pro fungování CNO cyklu je nezbytná také přítomnost těchto tří prvků v jádru hvězdy. Čistá váha nově vzniklého atomového jádra v termojaderné reakci je menší než součet hmotností původních jader. Při obou cyklech se zhruba 1/140 hmoty přemění na čistou energii v souladu s Einsteinovou rovnicí E = mc². Proces fúze vodíku je velmi citlivý na teplotu, takže i mírné zvýšení teploty jádra způsobí značný nárůst v rychlosti fúze. Proto jsou teploty v jádrech hvězd hlavní posloupnosti v rozpětí od 4 milionů kelvinů pro malé hvězdy třídy M po 40 milionů kelvinů při těžkých hvězdách třídy O.
Ve Slunci, při teplotě 10 milionů kelvinů, probíhá fúze vodíku proton-protonovým cyklem:
41H → 22H + 2e+ + 2νe (4,0 MeV + 1,0 MeV)
21H + 22H → 23He + 2γ (5,5 MeV)
23He → 4He + 21H (12,9 MeV)
Sumárum těchto reakcí je:
41H → 4He + 2e+ + 2γ + 2νe (26,7 MeV)
kde e+ je pozitron, γ je foton gama záření, νe je neutrino a H a He jsou izotopy vodíku a hélia. Energie uvolněná v této reakci je řádově v megaelektronvoltech, to je jen maličké množství energie. Jelikož však neustále probíhá obrovské množství těchto reakcí, množství energie je dostatečné k udržení výstupu záření hvězdy.
V jádrech s teplotou 100 milionů K a hmotností 0,5–10 hmotností Slunce může helium vytvářet uhlík v 3-alfa reakci, kdy se jako pomocný krok využívá beryllium.
4He + 4He + 92 keV → 8*Be
4He + 8*Be + 67 keV → 12*C
12*C → 12C + γ + 7,4 MeV
Celková reakce je:
34He → 12C + γ + 7,2 MeV
| Prvek  | Hmotnost Slunce |
| ------ | --------------- |
| Vodík  | 0,01            |
| Hélium | 0,4             |
| Uhlík  | 5               |
| Neon   | 8               |

Hvězdy spalují ve svých jádrech i jiné chemické prvky než vodík. V protohvězdách během jejich vzniku postupně se vzrůstající teplotou a tlakem dochází nejprve ke spalování těžkého vodíku (deuteria), lithia, berylia a bóru s vodíkem, než dojde na spalování čistého lehkého vodíku, jehož je v jádru nejvíce. Výsledným produktem všech těchto reakcí je helium. Ve starších hvězdách, které jsou blízko svého zániku, však nastává spalování hélia a dalších prvků, jehož výsledkem jsou jiné produkty (různé chemické prvky až po železo, které vznikne spalováním křemíku – uhlík s héliem na kyslík, kyslík na neon, neon na hořčík, hořčík na křemík a křemík na železo). Spalování může pokračovat dál jen pomocí procesu spotřebovávajícího teplo a dodatečnou energii může dodat pouze gravitační kolaps. Prvky těžší než železo proto vznikají jen v supernovách. Tyto druhy reakcí mají velký význam z hlediska vzniku života ve vesmíru a terestrických planet vůbec, protože jádra starších hvězd jsou jediným místem, kde tyto chemické prvky vznikají (nepočítaje prvky, které jsou produktem samovolného rozpadu těžších jader).
Příklad níže popisuje čas, za který hvězda s hmotností 20 hmotností Slunce spotřebuje veškeré jaderné palivo. Jako hvězda hlavní posloupnosti třídy bude 62 000krát svítivější než Slunce a její průměr bude 8krát větší než průměr Slunce.
| Palivo | Teplota (v megakelvinech) | Hustota (kg/cm3) | Doba hoření (τ v rocích) |
| ------ | ------------------------- | ---------------- | ------------------------ |
| H      | 37                        | 0,0045           | 8,1 milionů              |
| He     | 188                       | 0,97             | 1,2 milionů              |
| C      | 870                       | 170              | 976                      |
| Ne     | 1,570                     | 3,100            | 0.6                      |
| O      | 1,980                     | 5,550            | 1,25                     |
| S/Si   | 3,340                     | 33,400           | 0,0315                   |

Mladé hvězdy předtím, než dosáhnou hlavní posloupnosti, získávají energii gravitační kontrakcí podobně jako některé velké planety nebo hnědí trpaslíci. Gravitační kontrakce umožní vznikající hvězdě zvýšit teplotu a tlak v jejím nitru natolik, aby se spustily termojaderné reakce. Staré hvězdy po ukončení fáze jaderných reakcí mohou svítit z nazářených zásob. V obou případech (nedospělá i stará hvězda) však tyto hvězdy ve viditelném spektru dosahují jen malý zlomek zářivého výkonu, který mají hvězdy s probíhajícími termonukleární reakcemi.

## Vznik a vývoj
Modely vývoje hvězd jsou jen teoriemi – vzhledem k velké délce trvání i těch nejkratšeji existujících hvězd lidstvo ještě nemělo možnost sledovat nějakou hvězdu od jejího vzniku až po zánik. Tyto modely vycházejí z pozorování hvězd s odlišnými vlastnostmi – hvězd hlavní posloupnosti, obrů, bílých trpaslíků a podobně, přičemž se předpokládá, že během dlouhého časového období dochází k postupným proměnám hvězd z jedné pozorované formy na druhou.

### Vznik hvězdy

Hajašiho stopa

Hvězdy vznikají z původně chladných, řídkých a studených mračen mezihvězdné hmoty. Hustota těchto mračen je vyšší než hustota mezihvězdného média, ale stále nižší než hustota uvnitř vakuové komory. Tyto oblasti se nazývají molekulární mračna a jsou většinou tvořena vodíkem s příměsí ~23–28 % helia a malým procentem těžších prvků. Příkladem takové oblasti, v níž vznikají nové hvězdy, je mlhovina v Orionu. Z molekulárních mračen zde vznikají obrovské hvězdy, které osvětlují tato mračna a také ionizují vodík. Takto vznikají svítící mlhoviny nazývané oblasti H II. Tato mračna se nacházejí hlavně v ramenech spirálních galaxií, v čočkových a nepravidelných galaxiích. Právě v těchto místech je proto tvorba hvězd nejčastější. Většinou ale nevznikají samostatně, ale například jako dvojhvězda.
Chladné, prachoplynné mračno se začne většinou pod vlivem nějakého vnějšího faktoru (výbuch supernovy, srážka s jiným mračnem, srážka galaxií) smršťovat. Jakmile oblast dosáhne dostatečné hustoty hmoty a splní Jeansovo kritérium nestability, začíná kolabovat pod vlastní gravitací.

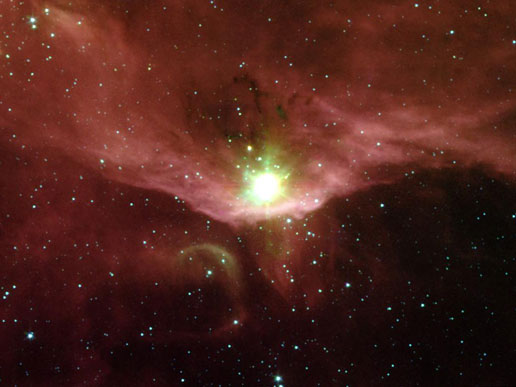
Protohvězda

Během kolapsu mraku vytvářejí jednotlivé shluky hustšího prachu a plynu, tzv. Bokovy globule. Během kolapsu globulí a růstu hustoty se gravitační energie přeměňuje na teplo a teplota stoupá. S nárůstem teploty stoupá také rychlost rotace mraku. V mračnu se začínají tvořit hustší oblasti, zárodky samotných hvězd. Tyto zárodky s hmotností až deset tisíc slunečních hmotností dále kolabují. Postupně začíná volnému gravitačnímu hroucení bránit vnitřní tlak. Když mrak dosáhne zhruba stabilního stavu, vzniká jádro tzv. protohvězdy. Protohvězdy jsou bouřlivé, svítící, nestabilní objekty, které se nadále scvrkávají. Tyto hvězdy před hlavní posloupností často obklopuje disk prachu a plynu, tzv. protoplanetární disk, a zdrojem jejich vyzařování je hlavně uvolňování gravitační energie. Období gravitačního kolapsu trvá zhruba 10–15 milionů let. Mladé hvězdy s hmotností méně než 2 M⊙ (hmotností Slunce) se nazývají hvězdy T Tauri. Hvězdy s větší hmotností se nazývají Herbig Ae / Be hvězdy. Tyto mladé hvězdy vyzařují podél své osy rotace proudy plynu, což může snížit moment hybnosti vznikající hvězdy, v podobě malých mlhovinovitých oblastí známých jako Herbigovy–Harovy objekty. Tyto proudy v kombinaci se zářením blízkých masivních hvězd mohou rozehnat okolní mrak, ve kterém hvězda vznikla. Nakonec teplota a tlak v jádru protohvězdy vzrostou natolik, že se zapálí termojaderné reakce. Gravitační síla se vyrovná s tlakem záření přicházejícího z jádra, hvězda se přestane dále zmenšovat a usadí se na hlavní posloupnosti, kde stráví až 90 % svého života.
První hvězdy, které vznikaly ve vesmíru, byly pravděpodobně dost odlišné od současných. Šlo o nesmírně hmotné a zářivé objekty s hmotnostmi nejméně 15 hmotností Slunce. První hvězdy také neobsahovaly prvky těžší než helium, protože tyto prvky ještě neexistovaly. Jejich životnost však byla krátká, necelý milion let.

### Další vývoj

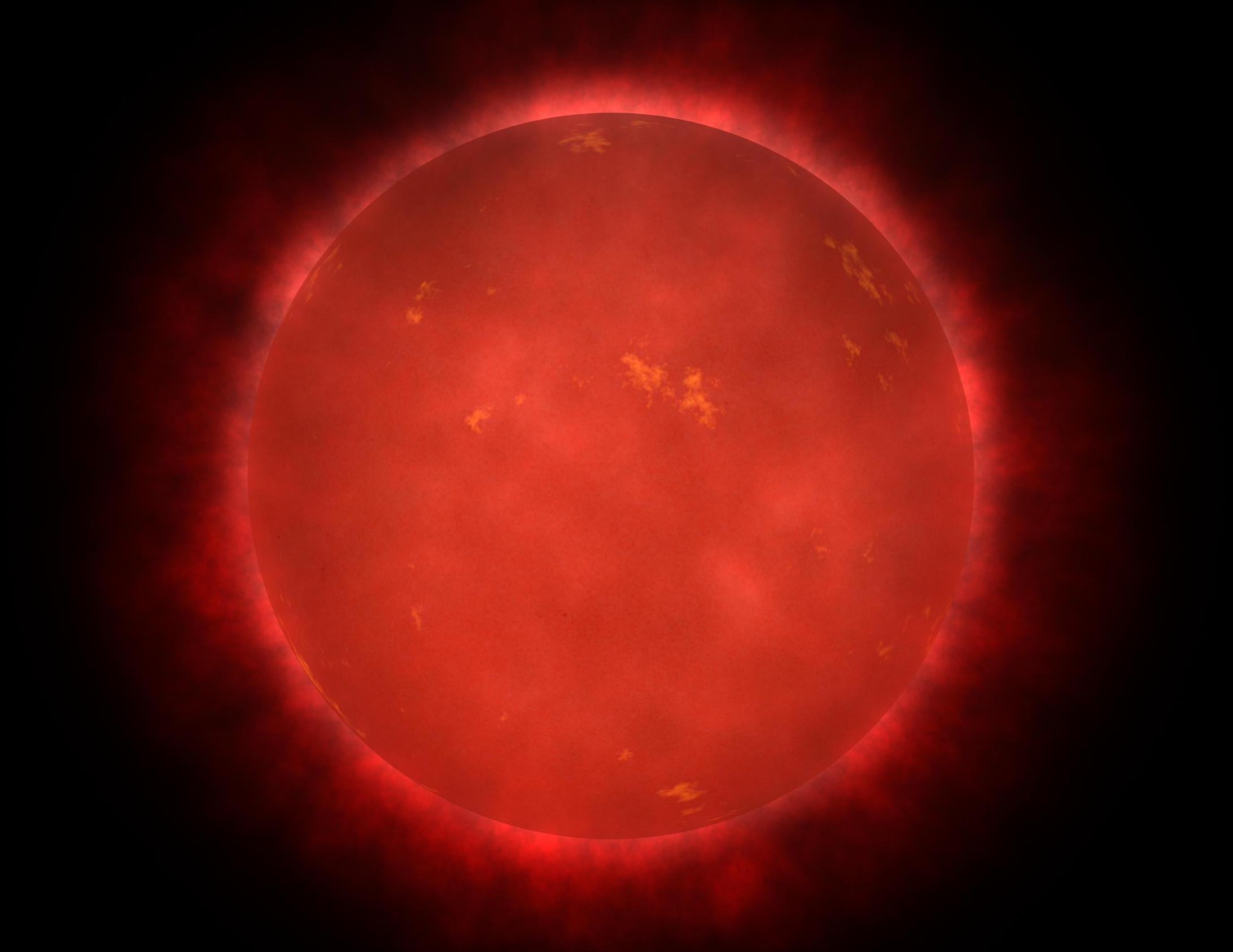
Umělecká představa o blízkém pohledu na červeného trpaslíka, nejběžnější typ hvězdy v naší Galaxii

Na začátku života hvězdy T Tauri následují Hajašiho stopu – zmenšují se a klesá jejich svítivost, teplota zůstává zhruba stejná. Lehčí T Tauri hvězdy přecházejí do hlavní posloupnosti, zatímco těžké hvězdy pokračují Henyeyho stopou. To, jak dlouho hvězda setrvá v poměrně stabilní fázi hlavní posloupnosti, závisí na její počáteční hmotnosti. Hmotnější hvězdy paradoxně žijí kratčeji, protože termojaderné reakce v jejich jádrech probíhají mnohem bouřlivěji než v málo hmotných hvězdách. Život hvězdy s hmotností Slunce trvá celé miliardy let, život mnohem hmotnějších obrů a nadobrů jen miliony nebo dokonce jen statisíce let. Od začátku hlavní posloupnosti se zvyšuje podíl hélia v jádře hvězdy, rychlost jaderné fúze pomalu narůstá spolu s teplotou a svítivostí hvězdy. Od doby, co Slunce dosáhlo hlavní posloupnost před 4,6 miliardami (4.6×109) let, se jeho svítivost do dnešní doby podle výpočtů zvýšila o 40 %.
Pro většinu hvězd je množství hmoty ztracené prostřednictvím hvězdného větru zanedbatelné vzhledem k jejich hmotnosti. Slunce ztratí 10−14 hmotností Slunce každý rok nebo 0,01 % své celkové hmotnosti během celého života. Velmi těžké hvězdy však mohou ztratit 10−7 až 10−5 hmotností Slunce každý rok, což výrazně ovlivňuje jejich vývoj. Hvězdy, které měly na začátku více než 50 M⊙, mohou během hlavní posloupnosti ztratit až polovinu celkové hmotnosti.
Délka období, které hvězda stráví na hlavní posloupnosti, závisí především na množství paliva, které má hvězda k dispozici a rychlosti fúze, spalování toho paliva, tzn. původní hmotnosti a svítivosti hvězdy. Odhadovaná délka života Slunce je zhruba 10 miliard (1010) let. Těžké hvězdy spotřebovávají palivo velmi rychle a jejich život je krátký. Lehké hvězdy naopak utrácejí palivo velmi pomalu. Hvězdy lehčí než 0,25 M⊙, tzv. červení trpaslíci, dokážou na fúzi využít téměř veškerou svou hmotnost, zatímco hvězdy s hmotností ~ 1 M⊙ využijí jako palivo pouze 10 % své hmotnosti. Kombinace nízké spotřeby a relativně velkých použitelných zásob paliva umožňuje podle výpočtů hvězdám s hmotností ~ 0,25 M⊙ existovat zhruba bilion (1012) let a nejlehčím hvězdám spalujícím vodík (0,08 M⊙) dokonce 12 bilionů let. A protože životnost takových hvězd je delší než současný odhadovaný věk vesmíru (13,8 miliardy let), pravděpodobně ještě žádné hvězdy lehčí než 0,85 M⊙ neopustily hlavní posloupnost.

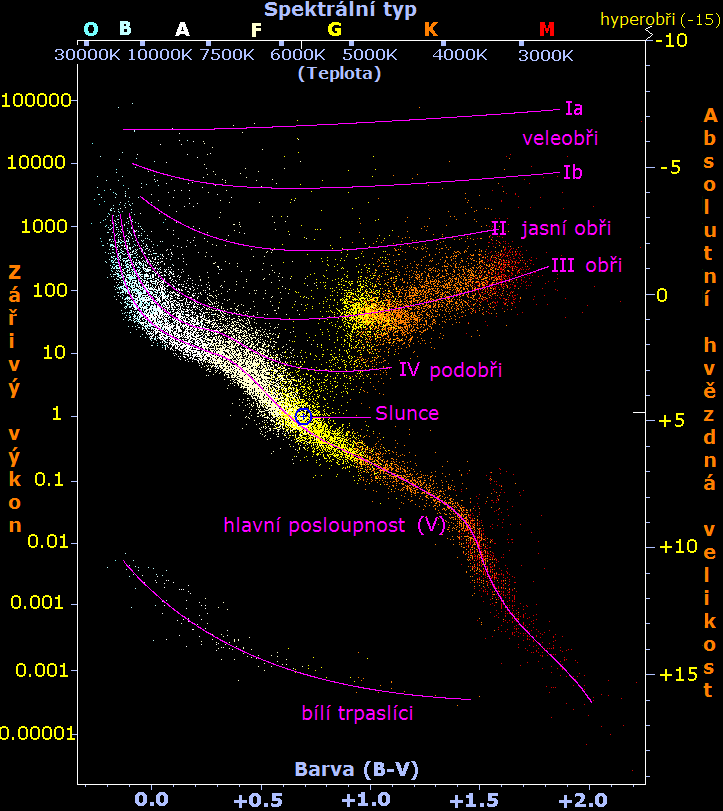
Příklad Hertzsprungova–Russellova diagramu pro soubor hvězd zahrnujících Slunce (uprostřed) – viz níže Řazení hvězd

Prvky těžší než hélium hrají vedle hmotnosti velmi důležitou roli ve vývoji hvězdy. V astronomii se všechny prvky těžší než helium považují za kovy (ang. metal), koncentrace těchto prvků se nazývá metalicita. Metalicita může ovlivnit délku spalování paliva hvězdy, vznik magnetických polí a má vliv i na intenzitu hvězdného větru. Starší hvězdy populace II mají kvůli složení molekulárního mračna, ze kterého vznikly, podstatně nižší metalicitu než mladší hvězdy populace I. Postupem času se obsah těžších prvků v mezihvězdných mračnech zvyšuje, protože umírající hvězdy rozptýlí tyto prvky do okolí.

### Zánik hvězd
Nejpočetnější hvězdy ve vesmíru, červení trpaslíci, zanikají nenápadně – po vyhoření veškerého paliva pozvolna chladnou až nakonec úplně zhasnou. Hvězdy s hmotností alespoň 0,4 M⊙ se po vyčerpání zásob vodíku v jádře nafouknou a ochladí (z hvězdy se sice uvolňuje tepla více, ale z jednoho čtverečního metru povrchu, zvětšeného nafouknutím, méně – povrch tedy chladne, přestože jádro se zahřálo a svítivost vzrostla). Vznikne červený obr. Zhruba za 5 miliard let, kdy Slunce vstoupí do této fáze, se jeho poloměr zvětší na zhruba 1 AU (150 mil. km). To představuje 250násobný nárůst. Slunce ve fázi obra ztratí přibližně 30 % své hmotnosti.
V červených obrech do 2,25 M⊙ pokračuje spalování vodíku ve vrstvě obklopující jádro. Nakonec v jádru vzroste teplota a tlak natolik, že začne fúze hélia. Průměr hvězdy se od té doby postupně zmenšuje a povrchová teplota stoupá. U větších, původně hmotnějších hvězd jádro přejde přímo ze spalování vodíku na spalování hélia.
Po spotřebování hélia v jádře pokračuje fúze ve vrstvě z uhlíku a kyslíku kolem horkého jádra. Hvězda pak ve vývoji pokračuje cestou podobnou s původní fází červeného obra, ale s vyšší povrchovou teplotou. S postupným zmenšováním hvězdného jádra narůstá intenzita záření z jeho povrchu, což vytvoří takový tlak záření na vnější vrstvy plynů, že je doslova odhodí a vytvoří planetární mlhovinu. Pokud má jádro po odmrštění vnější atmosféry hmotnost menší než 1,4 M⊙, tak se smrští na poměrně malý objekt velký přibližně jako Země – bílý trpaslík. Ten již není dostatečně těžký pro další stlačování materiálu. Je tak žhavý, že bude chladnout více než 13 miliard let, z toho plyne, že nejstarší takto zkolabované hvězdy ještě zdaleka nevychladly. Mohou mít hmotnost od 0,1 až 1,4 Sluncí. Jeden cm3 má tak hmotnost cca 1 tunu (tj. miliónkrát větší, než je hustota vody). Bílý trpaslík postupně, avšak velmi pomalu, vybledne na černého trpaslíka.
Velmi těžké hvězdy s hmotností více než 9 M⊙ během fáze hoření hélia expandují a vytvářejí červeného veleobra. Poté, co vyčerpají palivo v jádru, pokračují ve spalování těžších prvků. Jádro se zmenšuje, dokud teplota a tlak nejsou dostatečné k fúzi uhlíku. Tento proces pokračuje dalšími fázemi, ve kterých je palivem nejprve neon, pak kyslík a křemík. Těsně před koncem života fúze pokračuje v sérii vrstev podobných cibuli. Každá vrstva spaluje jiný prvek.
Poslední fáze nastává, když hvězda začne produkovat železo. Protože jádro železa je vázáno pevněji než jiná, těžší jádra, fúze železa nevytváří žádnou energii a proces naopak energii spotřebovává. Ze stejného důvodu se energie nedá získat ani štěpením železa. V relativně starých a velmi těžkých hvězdách se v jádru naakumuluje velké množství nereaktivního železa. Těžké prvky v těchto hvězdách se mohou dostat na povrch, a tak vznikne objekt známý jako Wolfova–Rayetova hvězda s hustým hvězdným větrem. Když železné jádro dosáhne hmotnosti > 1,4 M⊙, nedokáže již více vzdorovat vlastní gravitaci. Jádro náhle kolabuje, elektrony se kombinují s protony a vytvářejí neutrony, neutrina a gama záření. Nárazová vlna vyvolaná kolapsem způsobí výbuch hvězdy, který označujeme jako exploze supernovy. Supernovy jsou tak jasné, že na krátký okamžik prosvítí celou vlastní galaxii. Pokud se vyskytly v naší Galaxii, daly se pozorovat pouhým okem. Ještě mohutnější jsou exploze hypernov.
Většina hmoty hvězdy je rozmetána výbuchem supernovy (tak vznikají mlhoviny jako např. Krabí mlhovina) a to, co zůstane, je neutronová hvězda (která se někdy projevuje jako pulsar) nebo v případě největších hvězd (dostatečně velkých, aby zanechaly hvězdný zůstatek těžší než ~ 4 M⊙) vznikne černá díra. V neutronové hvězdě je hmota ve stavu známém jako degenerovaná neutronová hmota, případně se v jádru může vyskytovat ještě exotičtější forma hmoty tzv. QCD hmota. V případě černé díry je hmota ve stavu, kterému v současnosti nerozumíme.
Hmota, která je hvězdou vyvržena v podobě planetární mlhoviny nebo zbytků po výbuchu supernovy, se neustále rozpíná, mísí se s mezihvězdnou hmotou a vrací se tím do oběhu, takže za nějaký čas z ní mohou vzniknout nové hvězdy. Odvržené vnější vrstvy umírajících hvězd obsahují těžké prvky, které po zrecyklování další generací hvězd umožňují vznik kamenných planet.

## Skupiny hvězd
Kromě samostatných hvězd, jakou je například Slunce, existují vícenásobné hvězdné systémy tvořené dvěma nebo více gravitačně svázanými hvězdami, které se navzájem obíhají. Nejčastějším příkladem vícehvězdného systému je dvojhvězda, ale systémy tří a více hvězd jsou také běžné. Takové vícehvězdné systémy jsou často z důvodu stability oběžných drah hierarchicky organizované soubory vzájemně se obíhajících hvězd. Existují i větší skupiny tzv. hvězdokupy.
V molekulárních mračnech vznikají hvězdy ve skupinách, které zůstávají minimálně po určitou dobu gravitačně vázány. V okolí Slunce vznikají hvězdy v útvarech zvaných otevřené hvězdokupy. Jsou to poměrně volné skupiny desítek až stovek mladých hvězd, které se časem rozpadají. V minulosti v naší Galaxii vznikaly hvězdy i v mnohem hustších a kompaktnějších útvarech obsahujících až miliony hvězd. Tato seskupení se nazývají kulové hvězdokupy, v současnosti však kulové hvězdokupy v naší Galaxii již nevznikají. Hvězdy v kulových hvězdokupách jsou silněji gravitačně vázány než členové otevřených hvězdokup a často zůstávají spolu až do svého zániku. Prostorově ohraničená skupina určitého typu hvězd společného původu, volnější než otevřená hvězdokupa, se nazývá hvězdná asociace.

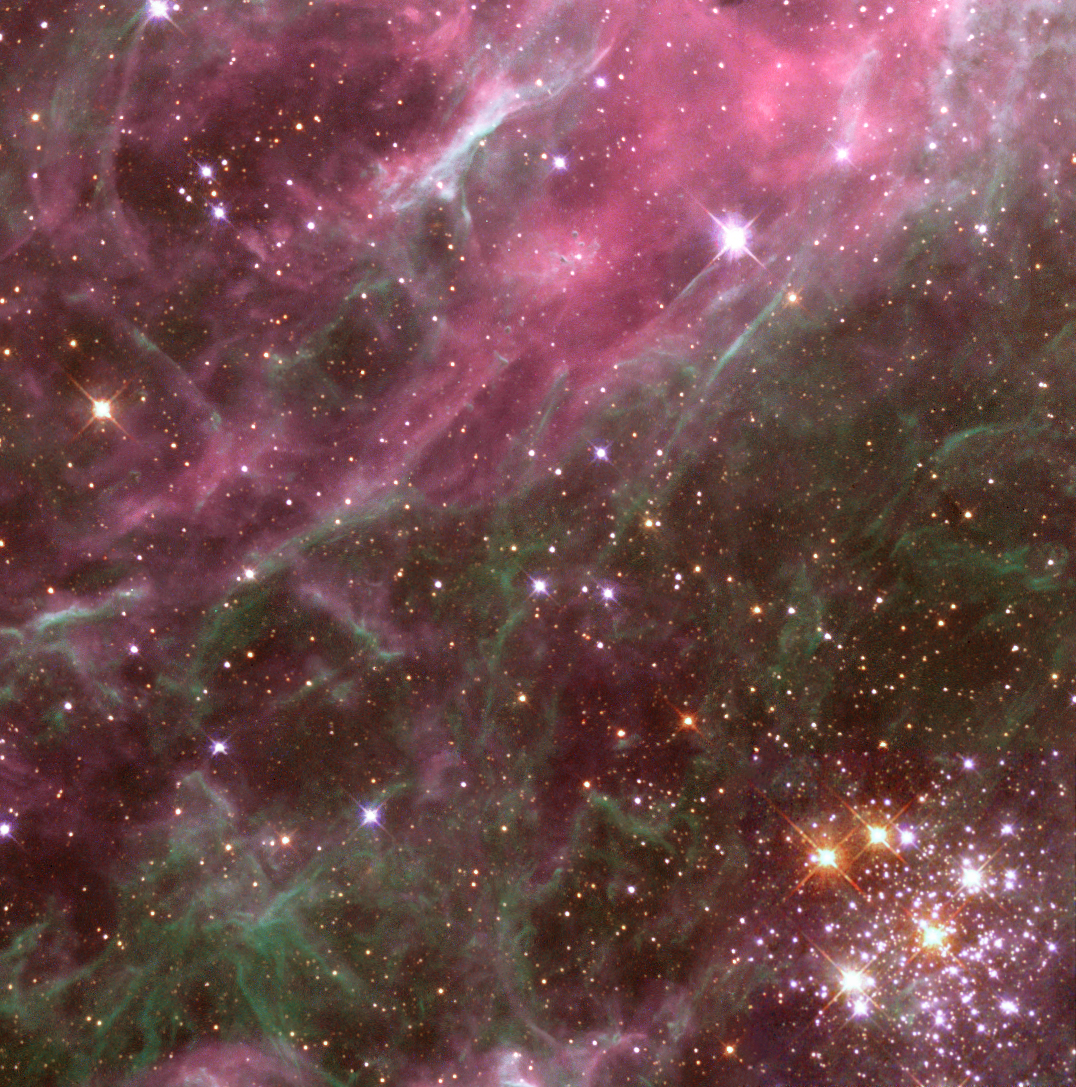
Otevřená hvězdokupa (v pravém spodním okraji snímku) v mlhovině Tarantule

Hvězdy v rámci hvězdokup, ale také hvězdy, které se již ve hvězdokupách nenacházejí, většinou vytvářejí mnohem bližší a stabilnější konfigurace. Nejčastějším případem je dvojhvězda, kdy dvě přibližně stejně staré hvězdy obíhají kolem společného těžiště. V případě, že jedna složka je mnohem hmotnější než druhá, nachází se těžiště soustavy uvnitř hmotnější hvězdy a méně hmotná složka obíhá kolem ní podobně jako planety obíhají kolem Slunce. Pouhým okem vidíme na obloze takovou dvojici jako jeden bod. Některé dvojhvězdy lze rozlišit již malými dalekohledy, některé jen mohutnějšími přístroji a některé jsou u sebe tak blízko, že ani při nejvyšším dostupném rozlišení se je nepodaří pozorovat jako dvě oddělené hvězdy. To jsou takzvané spektroskopické dvojhvězdy.
Někdy obíhají společné těžiště tři hvězdy. V takovém případě mluvíme o trojhvězdě. Nejčastěji tvoří trojhvězdí formaci centrální dvojice hmotnostně víceméně vyrovnaných hvězd, které obíhají společné těžiště a kolem nich v mnohem větší vzdálenosti obíhá méně hmotná třetí složka. Takový systém utváří například Slunci nejbližší soustava Alfa Centauri. Pokud společné těžiště obíhají čtyři hvězdy, mluvíme o čtyřhvězdě. Příkladem čtyřhvězdy je Epsilon Lyrae, kterou tvoří dvě dvojice hvězd obíhající kolem společného těžiště. Gravitačně těsně vázaných hvězd může být i více než čtyři. Hvězdné systémy s více než dvěma složkami se označují souhrnným názvem vícenásobné hvězdy. Známou vícenásobnou hvězdou je například Trapéz v souhvězdí Orion. Dlouho převažoval názor, že většina hvězd se vyskytuje v gravitačně svázaných vícenásobných systémech. To je částečně pravda, zejména při obrovských hvězdách třídy O a B, kde se pravděpodobně až 80 % hvězd vyskytuje v takových systémech. Podíl samostatných hvězd se zvyšuje s klesající hmotností hvězd, a tak pouze u 255 červených trpaslíků je známa existence hvězdného společníka. A protože 85 % všech hvězd jsou právě červení trpaslíci, většina hvězd v Galaxii je pravděpodobně samostatná od narození.
Téměř všechny hvězdy tvoří spolu s mezihvězdnou hmotou a obrovskými množstvími temné hmoty gigantické kompaktní systémy – galaxie. Hvězda, která je součástí nějaké galaxie, obíhá kolem jejího jádra. I hvězdy zdánlivě vytržené z galaxií (například při vzájemných kolizích galaxií) zřejmě spadají pod gravitační vliv nějaké galaxie. Všechny hvězdy viditelné na obloze pouhým okem a menšími dalekohledy patří do naší Galaxie – Mléčné dráhy. Typická galaxie obsahuje stovky miliard hvězd, přičemž v pozorovatelném vesmíru se nachází více než 100 miliard (1011) galaxií. Odhad počtu hvězd z roku 2010 říká, že ve viditelném vesmíru existuje 300 triliard (3×1023,) hvězd.

## Vzdálenosti mezi hvězdami
Ve dvojhvězdách a vícenásobných hvězdách jsou vzdálenosti mezi jejich složkami relativně malé, někdy srovnatelné se vzdálenostmi planet od Slunce, jindy o něco větší. Mnohem větší jsou však vzdálenosti, jaké mají od sebe jednotlivé nesouvisející vícehvězdné systémy nebo osamělé hvězdy typu Slunce. Nejbližší hvězdou ke Slunci je Proxima Centauri vzdálená 39,9 bilionu km nebo 4,2 světelného roku. Trvalo by 150 000 let, než bychom se k ní dostali rychlostí, jakou kosmická stanice ISS obíhá kolem Země (8 km / s = 27 500 km/h). Takové vzdálenosti jsou běžné pro vnitřek galaktického disku. Kvůli poměrně velkým vzdálenostem mezi hvězdami nejsou vzájemné srážky hvězd časté. Hvězdy jsou k sobě mnohem blíže v centru galaxií nebo v kulových hvězdokupách, kde se mezi nimi vyskytuje i více kolizí, ale i mnohem dál, např. v galaktickém halo.

## Pohyb hvězd

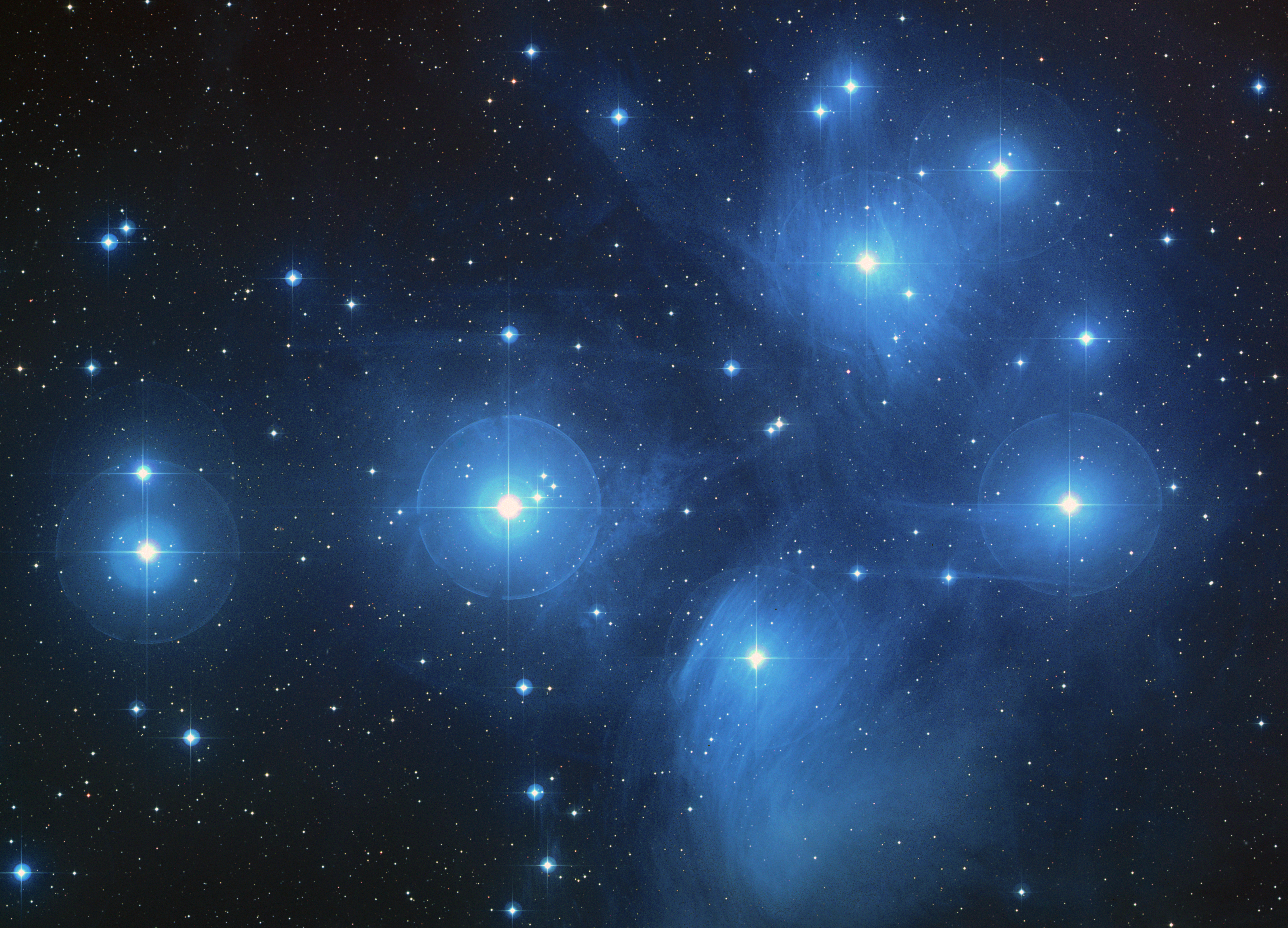
Mladé hvězdy otevřené hvězdokupy Plejády v souhvězdí Býka. Tyto hvězdy mají společné kinematické charakteristiky a společně se pohybují vesmírem.

Pohyb hvězdy vzhledem k Slunci může poskytnout informace o původu a stáří hvězdy, a také o její struktuře a vývoji jejího galaktického okolí. Pohyb hvězdy popisují dvě složky: radiální rychlost, což je rychlost ve směru k nebo od Slunce, a úhlový pohyb po nebeské sféře, který se nazývá také vlastní pohyb.
Radiální rychlost se určuje pomocí měření dopplerovského posunu spektrálních čar hvězdy. Pokud jsou posunuty směrem k modrému konci spektra, hvězda se k nám přibližuje, pokud k červenému konci spektra, hvězda se od nás vzdaluje. Její rychlost se udává v kilometrech za sekundu (km/s). Vlastní pohyb hvězdy se určuje pomocí přesných astrometrických měření a udává se v tisícinách úhlové vteřiny (mas) za rok. Vlastní pohyb se dá prostřednictvím hvězdné paralaxy přeměnit na jednotky rychlosti. Hvězdy s vysokou hodnotou vlastního pohybu se nacházejí relativně blízko Slunce.
Z těchto dvou parametrů lze vypočítat rychlost hvězdy vzhledem k Slunci nebo při jejím pohybu v galaxii. Pozorování zjistila, že obecně mají hvězdy populace I nižší rychlosti než starší hvězdy populace II. Ty mají eliptické oběžné dráhy nakloněné k rovině galaxie. Porovnání pohybů blízkých hvězd vedlo k objevům hvězdných asociací. To jsou skupiny hvězd se společným místem původu v jediném obrovském molekulárním mračnu.

## Třídění hvězd

### Podle teploty a svítivosti

HR diagram

Hlavním zdrojem informací o hvězdách je jejich světlo rozložené do spektra. Charakter spektra hvězdy určuje především teplota atmosféry hvězdy. Současný systém klasifikace hvězd má původ na počátku 20. století. Tehdy se hvězdy klasifikovaly od A po Q na základě síly čar vodíku. V té době nebylo známo, že hlavním faktorem ovlivňujícím sílu této čáry je teplota. Čára dosahuje maxima při 9 000 K a slábne při vyšších i nižších teplotách. Po seřazení klasifikace podle teploty už připomínala současné schéma.
Podle spektra čili teploty dělíme hvězdy do osmi hlavních tříd (W, O, B, A, F, G, K a M) a 5 vzácných tříd (Q, R, N, S, C). V rámci této klasifikace rozeznáváme hvězdy raného spektrálního typu (O, B, A) a hvězdy pozdního spektrálního typu (G, K, M, C, S). O jsou velmi horké hvězdy. Teplota postupně klesá až po M, což jsou takové chladné hvězdy, že v jejich atmosférách mohou vznikat molekuly. Několik netradičních spektrálních typů má speciální klasifikaci, mezi nejběžnější patří L a T, označující po pořadí nejchladnější hvězdy a hnědé trpaslíky. Každé písmeno má 10 podkategorií, očíslovaných od 0 po 9 s postupně klesající teplotou. Tento systém selhává při extrémních teplotách: hvězdy třídy O0 a O1 nemusí existovat. Bílí trpaslíci mají vlastní třídu označenou písmenem D. Ta se dále dělí na DA, DB, DC, DO, DZ, a DQ, podle převažujících čar ve spektru. Za tím následuje číselná hodnota označující teplotu.
Hvězdy zakreslené do grafu podle spektrální třídy a absolutní velikosti (svítivosti) dávají tzv. Hertzsprungův–Russellův diagram. Hertzsprungův–Russellův diagram ukazuje, že hvězdy se seskupují do dvou větví, a to hlavní větve a větve obrů. V tomto diagramu je zřetelné dělení hvězd do:
- nadobrů,
- jasných obrů,
- obrů,
- podobrů,
- hvězd hlavní posloupnosti (nejpočetnější skupina),
- trpaslíků a
- podtrpaslíků.

Hertzsprungův–Russellův diagram ukazuje i vývojovou cestu hvězd.
Svítivost nejenže odpovídá poloměru hvězd, ale má vliv i na jejich spektrální čáry. Většina hvězd leží na hlavní posloupnosti tvořené hvězdami spalujícími vodík. V grafu zobrazujícím jejich absolutní hvězdnou velikost a spektrální typ leží v úzkém pásu podél mírně zakřivené linie směřující z levého horního do pravého spodního rohu diagramu. Slunce je hvězdou hlavní posloupnosti typu G2, žlutou hvězdou s průměrnou teplotou a běžnou velikostí.
Přídavné kategorizování v podobě malého písmene za spektrálním typem se používá k označení speciální vlastnosti spektra, např. e znamená přítomnost emisní čáry, m znamená neobvyklou úroveň kovů a var znamená proměnnou hvězdu.

### Podle zdroje energie
- plazmové hvězdy – jsou to hvězdy, ve kterých probíhají termojaderné reakce a průběžně tak vzniká nové vlastní záření. Patří sem obři, veleobři a hvězdy hlavní posloupnosti. Všechny hvězdy viditelné na obloze pouhým okem jsou plazmové hvězdy.
- degenerované hvězdy – hvězdy, ve kterých již neprobíhají termojaderné reakce a jejich hmota je v degenerovaném stavu. Patří sem bílí trpaslíci, neutronové hvězdy a černé díry. Tyto hvězdy září pouze ze zásob energie nastřádaných v podobě tepla, případně nezáří vůbec.

## Doprovodná tělesa

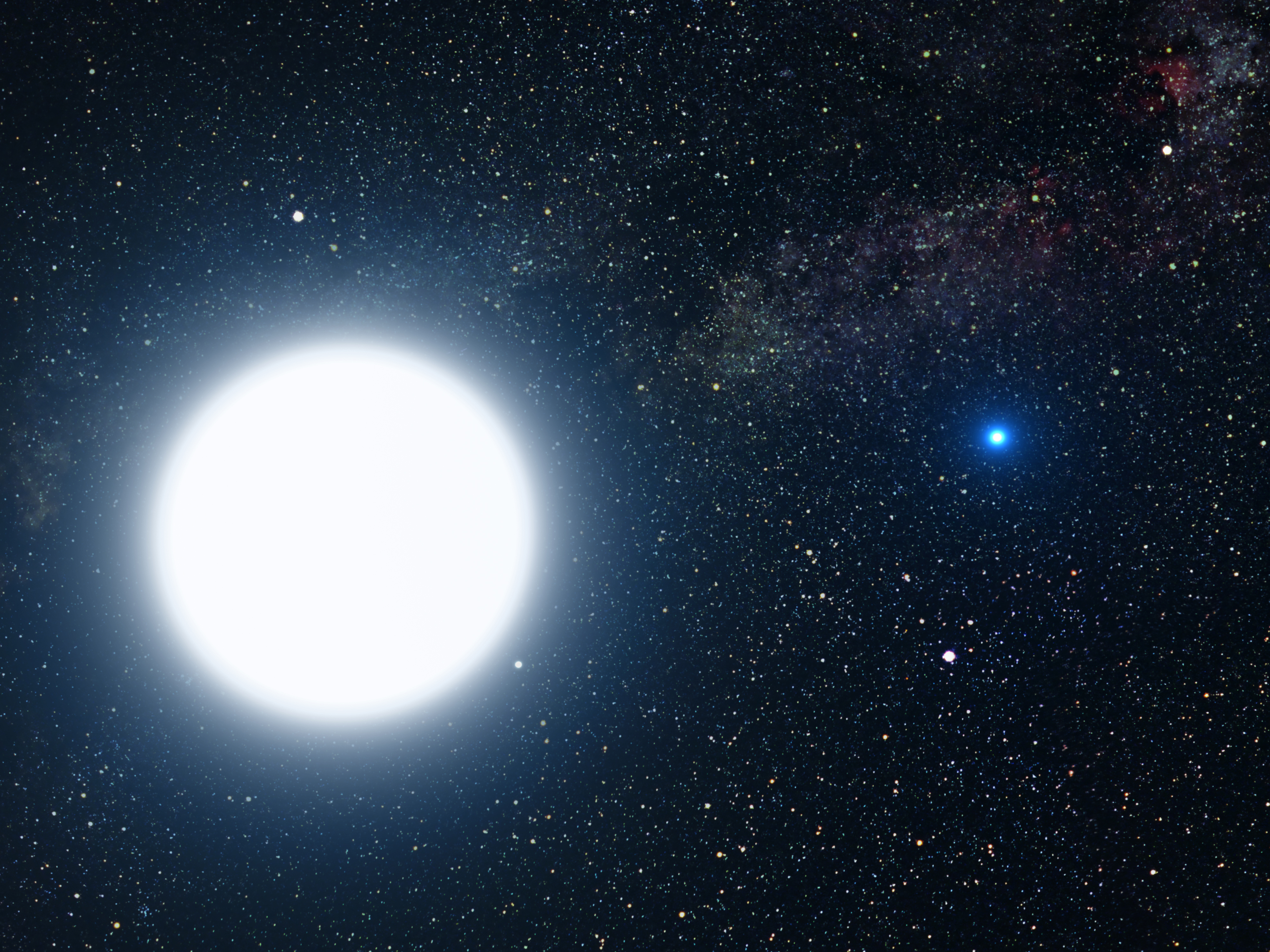
Umělcova představa hvězd Sirius A (plazmová hvězda) a Sírius B (degenerovaná hvězda)

Kolem některých hvězd byla dokázána existence temných průvodců, kteří se nedají pozorovat dalekohledy a nejsou ani spektroskopickými dvojhvězdami. Přesto tito neviditelní společníci gravitačně působí na hvězdu. Mohou jimi být bývalé plazmové hvězdy, které se staly malými degenerovanými hvězdami, a proto jsou nepozorovatelné. Jde o bílé trpaslíky, neutronové hvězdy nebo černé díry. Jiné hvězdy mají zase mnohem méně hmotné společníky, což jsou buď hnědí trpaslíci nebo planety. Až do 90. let 20. století astronomové nevěděli, zda i jiné hvězdy mají planety. V posledním desetiletí se však začalo objevovat množství planet obíhajících kolem jiných hvězd a v současnosti jich známe již více než 900.

## Názvy a označení
Již v minulosti dávali lidé hvězdám různá jména. Podobně jako s některými souhvězdími a samotným Sluncem, i s jednotlivými hvězdami se spojovala mytologie. Jména hvězd popisovala jejich vzhled (například Rutilicus – nažloutlý), část souhvězdí (Phecda – stehno) nebo jejich roli v mytologii (Alcyone – jedna z mytických Plejád). Dnes používaná jména pocházejí většinou ze staroarabštiny, řečtiny, případně z latiny. Zhruba každá šestá hvězda viditelná pouhým okem na obloze má své vlastní jméno, ale běžně se používá jen kolem 100 jmen. Novodobé pojmenování hvězd vlastním jménem je vzácné. Jedním z moderních názvů je například Regor.
Jen několik hvězd nese jména lidí. Například Barnardova šipka či Sualocin a Rotanev (α a β Delfína které přečtené pozpátku dají jméno Nicolaus Venator, tedy latinskou podobu jména asistenta astronoma Giuseppe Piazziho).
Koncept souhvězdí existoval už během Babylonské civilizace. Starověcí astronomové si všimli, že hvězdy tvoří výrazné obrazce a spojili je s přírodními úkazy a mytologií. Dvanáct z těchto formací, které leží podél roviny ekliptiky, vytvořilo základ astrologie.
S objevem dalekohledu se zvyšovalo množství pozorovatelných hvězd a tak se začaly vytvářet a používat různé hvězdné katalogy. Autorem prvního hvězdného katalogu byl Hipparchos, který zavedl i hvězdnou velikost (magnitudu). Zhruba kolem roku 1600 se začaly názvy souhvězdí používat k pojmenování nebeských těles v určité oblasti oblohy. Pro nejjasnější hvězdy oblohy se obvykle používá Bayerovo značení. Sestává z řeckého písmene za kterým následuje genitiv latinského názvu souhvězdí, ve kterém se hvězda nachází. Hvězdy jsou označeny od alfy až po omegu obvykle (ne však vždy) od nejjasnější (alfa) až po nejslabší (omega). Pokud jasná hvězda viditelná pouhým okem nemá jméno ani Bayerovo značení, používá se většinou Flamsteedovo značení. Použil jej John Flamsteed v katalogu hvězd ve své knize Historia coelestis Britannica. Je podobné Bayerovu s tím rozdílem, že namísto písmena řecké abecedy je arabská číslice. Kritériem, podle kterého jsou hvězdy s Flamsteedovym označením seřazeny, není jejich jasnost ale rektascenze. Slabší hvězdy nepozorovatelné pouhým okem mají přidělená čísla v různých katalozích např. SAO, HD a jiné. Čísla v těchto katalozích mají sice přiděleny všechny hvězdy do určité limitní magnitudy, ale v případě jasných hvězd se k označení většinou používá vlastní jméno či jedno z výše uvedených označení.
Zvláštní princip označení platí pro hvězdy ve vícenásobných systémech. Nejhmotnější složka systému má za svým katalogovým označením písmeno A, méně hmotná B a tak dále. Například Alfa Centauri A je nejhmotnější hvězda systému (v tomto případě trojhvězdného) Alfa Centauri, Gliese 165 B je druhá nejhmotnější hvězda systému Gliese 165, Polárka C je třetí nejhmotnější hvězda systému Polárka.
Jedinou mezinárodně uznávanou autoritou pro pojmenovávání nebeských těles je Mezinárodní astronomická unie (IAU). Několik soukromých společností přesto prodává jména hvězd. IAU se distancuje od těchto komerčních praktik a takto přidělená jména neuznává ani nepoužívá.

## Pozorování
Za jasné noci můžeme pouhým okem vidět při ideálním rovném horizontu asi 3 000 – 5 000 hvězd. Už malým dalekohledem jich uvidíme mnohem víc. Všechny hvězdy viditelné pouhým okem nebo malým dalekohledem patří do naší Galaxie. První samostatné hvězdy byly v cizích galaxiích pozorovány až ve 20. století.
Polohu hvězd na obloze určujeme souřadnicemi. Vzhled hvězdy na obloze je vždy bodový, a to i v největších dalekohledech (výjimkou se v nedávné minulosti staly hvězdy Betelgeuze a Mira). Přechodem světla hvězdy atmosférou Země dochází ke scintilaci (třpyt hvězd) a k refrakci. Díky scintilaci můžeme bezpečně rozeznat hvězdy od planet, u nichž ke scintilaci nedochází. Ačkoli barva hvězdy vypovídá o její teplotě, je často její odstín způsoben nějakým optickým klamem, nejčastěji právě atmosférou Země, ale také lidským okem, barevnou vadou čočky a podobně. Poblikávání hvězd však nemusí být způsobeno jen atmosférou Země, může se jednat o proměnné hvězdy či zákrytové dvouhvězdy, u nichž se jasnost s časem mění.
Hvězdy na obloze mají různou jasnost. Ta závisí na zářivosti hvězdy, její vzdálenosti od Země a na vlivu zemské atmosféry, přes kterou její světlo prochází. Různá vzdálenost hvězd od nás způsobuje, že některé hvězdy jsou při pozorování ze Země jasnější (Vega, Sirius, Toliman…) než jiné hvězdy, které jsou mnohem zářivější, ale nacházejí se ve větší vzdálenosti (Rigel, Antares, Polárka…). Jasnost hvězd na obloze určujeme tzv. vizuálními magnitudami. Čím má vizuální magnituda menší číslo, tím je hvězda jasnější a naopak čím vyšší číslo, tím nižší jas. Magnitudy nejjasnějších hvězd mají negativní hodnoty. Nejjasnější hvězda Sírius má magnitudu −1,43, Vega 0,03, Polárka 2,13 a Slunce −26,7. Nejslabší hvězdy, které při dobrých pozorovacích podmínkách ještě vidíme pouhým okem, mají magnitudu 6 a nejslabší hvězdy zachycené dalekohledy na fotografických deskách mají magnitudu až do 30. Hranice nejslabších pozorovatelných hvězd se zdokonalováním pozorovací techniky neustále posouvá k vyšším magnitudám.
| Zdanlivá magnituda | Počet hvězd |
| ------------------ | ----------- |
| 0                  | 4           |
| 1                  | 15          |
| 2                  | 48          |
| 3                  | 171         |
| 4                  | 513         |
| 5                  | 1 602       |
| 6                  | 4 800       |
| 7                  | 14 000      |

Skutečná nebo absolutní magnituda hvězdy přímo souvisí se svítivostí hvězdy a představuje zdánlivou magnitudu hvězdy ve vzdálenosti 10 parseků (32,6 svět. roku) od Země.
Stupnice obou magnitud, zdánlivé a absolutní, jsou logaritmickými jednotkami: rozdíl magnitudy o jedno celé číslo představuje přibližně 2,5násobný (5. odmocnina ze 100 nebo cca 2,512) rozdíl ve svítivosti. To znamená, že hvězda první magnitudy (+1,00) je přibližně 2,5krát jasnější než hvězda druhé magnitudy (+2,00) a 100krát jasnější než hvězda šesté magnitudy (+6,00). Rozdíl v jasnosti (ΔL) dvou hvězd vypočítáme tak, že od magnitudy méně jasné hvězdy (mf) odečteme magnitudu jasnější hvězdy (mb) a tento rozdíl se použije jako exponent základního čísla 2,512. Příklad:
{\displaystyle \Delta {m}=m_{\mathrm {f} }-m_{\mathrm {b} }}
{\displaystyle 2.512^{\Delta {m}}=\Delta {L}}
Absolutní magnituda hvězdy (M) a zdánlivá magnituda (m), vzhledem ke svítivosti a vzdálenosti od Země nejsou ekvivalentní. Například Sírius se zdánlivou magnitudou −1,44 má absolutní magnitudu 1,41.
Zdánlivá magnituda Slunce je −26,7, ale jeho absolutní magnituda je pouze 4,83. Sírius, nejjasnější hvězda na naší obloze, je zhruba 23krát jasnější než Slunce, zatímco Canopus, druhá nejjasnější hvězda na obloze, s absolutní magnitudu −5,53, je zhruba 14 000krát jasnější než Slunce. Přestože Canopus je mnohem jasnější než Sirius, je Sírius zdánlivě jasnější, protože Sírius se nachází 8,6 světelného roku od Země a Canopus mnohem dál, ~ 310 ly.
Nejjasnější známá hvězda s nejvyšší absolutní magnitudou −14,2 je LBV 1806-20. Tato hvězda je přinejmenším 5 000 000krát jasnější než Slunce. Nejméně zářivé hvězdy, jaké jsou momentálně známy, se nacházejí ve hvězdokupě NGC 6397. Nejmatnější červený trpaslík ve hvězdokupě má magnitudu 26 až 28. Jas těchto hvězd se dá přirovnat ke svíčce na narozeninovém dortu na Měsíci pozorovaném ze Země.

## Historie výzkumu

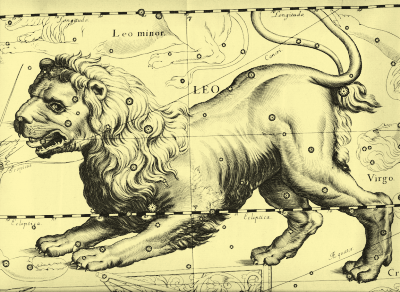
Lidé viděli vzory ve hvězdách už od starověku. Tato kresba, vytvořená roku 1690 Johannem Heveliem, zobrazuje souhvězdí Lva.

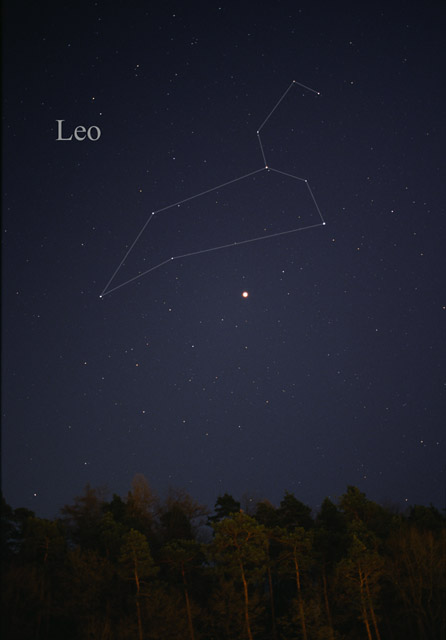
Souhvězdí Lva, jak ho lze pozorovat pouhým okem. Spojnice nejsou skutečné a byly přikresleny

Z historického pohledu byly hvězdy důležité ve všech civilizacích po celém světě, zejména jako součásti náboženských praktik. Krom toho se též používaly k navigaci a orientaci na noční obloze. Mnoho starověkých astronomů věřilo, že jsou hvězdy na nebeské sféře umístěny trvale a že jsou jinak neměnné. Podle zvyklostí astronomové seskupili hvězdy do souhvězdí a používali je ke sledování pohybů planet a odvození polohy Slunce. Pohyb Slunce vůči hvězdnému pozadí (a horizontu) posloužil k vytvoření kalendáře, který pak našel využití hlavně v zemědělství. Gregoriánský kalendář, který je v současnosti používaný po celém světě, je sluneční kalendář založený na úhlu osy otáčení Země vzhledem ke své nejbližší hvězdě – Slunci.
Nejstarší přesně datovaný popis hvězdné oblohy pochází z dob starověké egyptské astronomie, konkrétně z roku 1534 před naším letopočtem. Nejraněji známé hvězdy z katalogu byly sestaveny dávnými babylonskými astronomy Mezopotámie na konci druhého tisíciletí před naším letopočtem, během období Kassitů (cca 1531–1155 př. n. l.).
První hvězdný katalog řecké astronomie vytvořil Aristyllus asi 300 let př. n. l. za pomoci Timochara. Hipparchův katalog hvězd z přibližně 2. stol. př. n. l. zahrnoval 1 020 hvězd a byl použit pro sestavení Ptolemaiova hvězdného katalogu. Hipparchos je znám svým objevem první zaznamenané novy. Mnoho souhvězdí a jmen hvězd pocházejících z řecké astronomie se používá dodnes.
Navzdory zdánlivé neměnnosti nebes si byli čínští astronomové vědomi toho, že se čas od času mohou objevit nové hvězdy. V roce 185 n. l. byli první, kdo pozorovali a psali o supernově, dnes známé jako SN 185. Nejjasnější hvězdná událost v zaznamenané historii byla supernova SN 1006, která byla pozorována r. 1006. Napsal o ní egyptský astronom Abú Hasan Alí ibn Ridwan al-Misrí a několik čínských astronomů. Supernova SN 1054, která způsobila zrod Krabí mlhoviny, byla rovněž pozorována čínskými a islámskými astronomy.
Středověcí islámští astronomové dali mnoha hvězdám svá arabská jména, která se používají dodnes, a vymysleli mnoho astronomických nástrojů, s jejichž pomocí bylo možné vypočítat polohu hvězd. Postavili první velké výzkumné observatoře, a to zejména za účelem sepsání hvězdných katalogů Zij. Patří mezi ně i Kniha stálic (964), napsaná perským astronomem Abdurrahmánem ibn Umar as-Súfím, který sledoval počet hvězd, hvězdokup (včetně Omicron Velorum a Collinder 399) a galaxií (včetně galaxie v Andromedě). Podle Ahmada Zahoora v 11. století perský učenec Aliboron popsal galaxie jako velké množství fragmentů, které mají vlastnosti mlhavých hvězd.
Podle Josepa Puigeho andaluský astronom Ibn Bádždža Abú Bakr Muhammad vyslovil hypotézu, že se Mléčná dráha skládá z mnoha hvězd, které se téměř jakoby navzájem dotýkaly a vypadají jako souvislý obraz jen díky vlivu refrakce sublunárního materiálu. Brzy evropští astronomové, jako Tycho Brahe, identifikovali nové hvězdy na noční obloze (později nazvané novy), což naznačovalo, že nebesa nejsou neměnná. Roku 1584 Giordano Bruno navrhl, že jsou hvězdy to samé, co Slunce, a že rovněž mohou mít své planety na oběžných drahách, přičemž ty dokonce mohou být i podobné Zemi. Tato myšlenka byla již dříve vyslovena starověkými řeckých filozofy Démokritem a Epikúrem i středověkými islámskými kosmology jako byl Fachruddín ar-Rází.
William Herschel byl astronom, který se zajímal mj. i o rozdělení hvězd na obloze. Od roku 1780 vykonával řadu měření na 600 různých místech a v každém z nich spočítal pozorované hvězdy. Z toho vyvodil, že jejich počet se neustále zvyšuje směrem k jedné straně oblohy, ve směru jádra Mléčné dráhy. Jeho syn, John Herschel tuto studii opakoval na Jižní polokouli a našel totožný nárůst ve stejném směru. Kromě dalších úspěchů je William Herschel také znám svým objevem, že některé hvězdy neleží těsně u sebe jen z pohledu pozorovatele, tvoříce tak zdánlivě vzájemný pár (tzv. optická dvojhvězda), ale že tyto hvězdy jsou společníky fyzickými a skutečně se navzájem ovlivňují tvoříce tak systémy dvojhvězd.
Věda o spektroskopii hvězd byla propagována Josephem von Fraunhoferem a Angelo Secchim. Porovnáním spekter hvězd Siria a Slunce zjistili, že rozdíly v síle a počtu jejich absorpčních čar – tmavých linek – byly způsobeny absorpcí určitých frekvencí atmosférou. Roku 1865 začal Secchi třídit hvězdy do spektrálních typů, nicméně moderní verzi klasifikačního schématu vyvinula až Annie Jump Cannonová na přelomu 20. století.

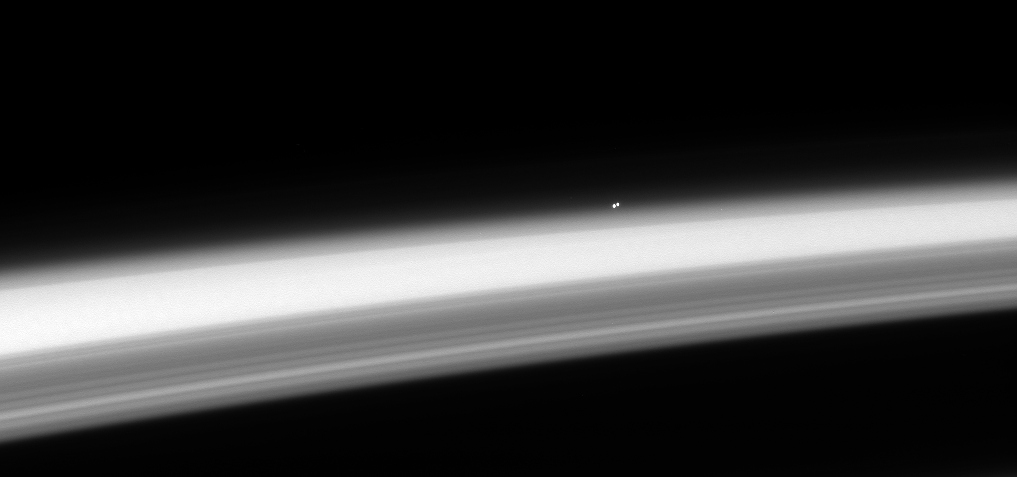
Alfa Centauri A a B na okraji Saturnova prstence.

První přímé měření vzdálenosti bylo provedeno roku 1838 Friedrichem Wilhelmem Besselem pomocí techniky paralaxy na hvězdě 61 Cygni (11,4 svět. let daleko). Měření paralaxou prokázala naprostou oddělenost hvězd. Význam pozorování dvojhvězd rostl v průběhu 19. století. Roku 1834 Bessel vypozoroval změny od předpokládaného pohybu hvězdy Sirius a odvodil tak skrytého společníka. Edward Charles Pickering objevil první spektroskopický binární systém roku 1899, když pozoroval periodické rozštěpení spektrálních čar hvězdy Mizar se 104denní periodou.
Během prvních desetiletí dvacátého století došlo k vyhotovení důležitých teoretických prací o fyzické struktuře hvězd. Roku 1913 byl vyvinut HR diagram, který dopomohl ještě většímu astrofyzikálnímu studiu hvězd. Nově vyvinuté modely úspěšně vysvětlovaly vnitřek hvězd a jejich vývoj. Cecilia Payne-Gaposchkinová jako první ve své disertační práci z roku 1925 vyslovila myšlenku, že hvězdy jsou složeny převážně z vodíku a helia. Díky pokrokům v kvantové fyzice bylo možné lépe pochopit spektra hvězd a to tak umožnilo stanovit chemické složení jejich atmosfér.

## Pohledy filozofů

### Anaximandros
Anaximandros tvrdí, že se látka plodící od věčnosti teplo a chlad při vzniku tohoto světa oddělila a že z ní kolem vzduchu, který obklopuje zem, vyrostla jakási ohnivá koule jako kůra kolem stromu. Když se pak tato koule roztrhla a rozdělila do různých prstencovou pásů, vznikly Slunce, Měsíc a hvězdy.

## Hypotetické hvězdy
V průběhu dějin výzkumu hvězd vzniklo v myslích vědců i autorů sci-fi množství hypotetických hvězd. Mezi nejznámější příklady patří hypotetická hvězda smrti Nemesis, jejíž koncept vznikl roku 1983. Vytvořili jej paleontologové David M. Raup a John Sepkoski v reakci na domnělou periodicitu ve vymírání v dějinách Země. Hvězda (zřejmě hnědý nebo červený trpaslík) by měla být vzdálená jen asi 1,5–3 světelné roky od našeho Slunce. Dnes již není její existence považována za reálnou.